# Verde
Verde este culoarea dintre albastru și galben în spectrul vizibil. Culoarea verde are o lungime de undă intermediară în raport cu celelalte culori vizibile, cuprinsă între 495 și 570 nanometri. În pictură, se obține prin combinația de galben și albastru sau galben și cyan. În modelul de culori RGB, utilizat pe ecranele de televiziune și computer, este una dintre culorile primare aditive, alături de roșu și albastru, care sunt amestecate în diferite combinații pentru a crea toate celelalte culori. De departe, cel mai mare contribuitor la verdele din natură este clorofila, substanța chimică prin care plantele cu ajutorul fotosintezei transformă lumina soarelui în energie chimică. Mai multe minerale au o culoarea verde, inclusiv smaraldul, care este colorat verde prin conținutul său de crom.
În perioada postclasică și în Europa modernă timpurie, verdele era culoarea frecvent asociată cu bogăția, comercianții, bancherii și mica nobilime, în timp ce roșul era rezervat nobilimii. Din acest motiv, costumul Monei Lisa de Leonardo da Vinci și băncile din Camera Comunelor a Parlamentului Regatului Unit sunt verzi în timp ce cele din Camera Lorzilor sunt roșii. Are, de asemenea, o lungă tradiție istorică în cultura galică. Este culoarea istorică a Islamului, reprezentând vegetația luxuriantă din Paradis. Era culoarea stindardului lui Mahomed și se găsește în aproape toate steagurile țărilor islamice.
În sondajele făcute în țările americane, europene și islamice, verdele este culoarea asociată cel mai frecvent cu natura, viața, sănătatea, tinerețea, primăvara, speranța și invidia. În Uniunea Europeană și Statele Unite, verdele este uneori asociat și cu toxicitate și sănătate precară, dar în China și în cea mai mare parte a Asiei, asociațiile sale sunt pozitive, ca simbol al fertilității și al fericirii. Datorită asocierii sale cu natura, aceasta este culoarea ecologiștilor. Grupurile politice care pledează pentru protecția mediului și justiția socială se descriu ca fiind parte a mișcării ecologice, unii numindu-se partide verzi. Verdele este, de asemenea, culoarea tradițională a siguranței și a permisiunii; o lumină verde înseamnă a merge mai departe, o carte verde permite reședința permanentă în Statele Unite.

## Etimologie
Cuvântul „verde” derivă din latinescul vir(i)idis, „verde, viguros, viu, tânăr”  care are aceeași rădăcină cu verbul virere, „înverzire”, De la „verde” s-au format verdeață, verzitură, verzișoară, verzui, vernil. 
În latină, termenul viride era termenul folosit de romani pentru a desemna verde. Romanii aveau o apreciere mare pentru această culoare, era culoarea zeiței Venus, zeița frumuseții, grădinilor, legumelor și podgoriilor. În secolul al II-lea d.Hr., romanii foloseau verde în picturile lor, mozaicuri și sticlă și au folosit zece cuvinte latine diferite pentru nuanțele de verde, inclusiv virêns, prásino (pentru verde deschis), viridulus, subviridis, perviridis și viridis (pentru verde închis).

## În știință și natură

### Colorimetria și percepția culorii
Conform standardului AFNOR X08-010 „Clasificarea metodică generală a culorilor”, verdele este culoarea a cărei lungime de undă dominantă este cuprinsă între 490 și 573 nanometri. Cele mai scurte lungimi de undă corespund unui verde-albastru, precum verdele turcoaz; cele mai lungi corespund unui verde care tinde spre galben.
| 490 nm         |                |                |                |                | 510 nm |       |       |       |       |       | 541 nm |       |              |              |              |              |              | 573 nm       |              |
| verde-albastru | verde-albastru | verde-albastru | verde-albastru | verde-albastru | verde  | verde | verde | verde | verde | verde | verde  | verde | verde-galben | verde-galben | verde-galben | verde-galben | verde-galben | verde-galben | verde-galben |

Ochii umani au receptori de culoare cunoscuți ca celule conice, dintre care există trei tipuri. În unele cazuri, una lipsește sau este defectuoasă, ceea ce poate provoca orbirea culorii, inclusiv incapacitatea de a distinge roșu și galben de verde, cunoscută sub numele deuteranopie. Verdele este odihnitor pentru ochi. Studiile arată că un mediu verde poate reduce oboseala.
În sistemul de culori subtractiv, utilizat în pictură și imprimare color, verdele este creat printr-o combinație de galben și albastru, sau galben și cyan. În modelul de culori RGB, utilizat pe ecranele televizorului și calculatorului, este una dintre culorile primare aditive, alături de roșu și albastru, care, atunci când sunt amestecate în diferite combinații pot crea toate celelalte culori. Pe roata de culoare HSV, culoarea complementară verdelui este magenta. Pe o tradițională roată de culori, bazată pe culoare subtractivă, culoarea complementară verdelui este considerată roșu.

### Biologie

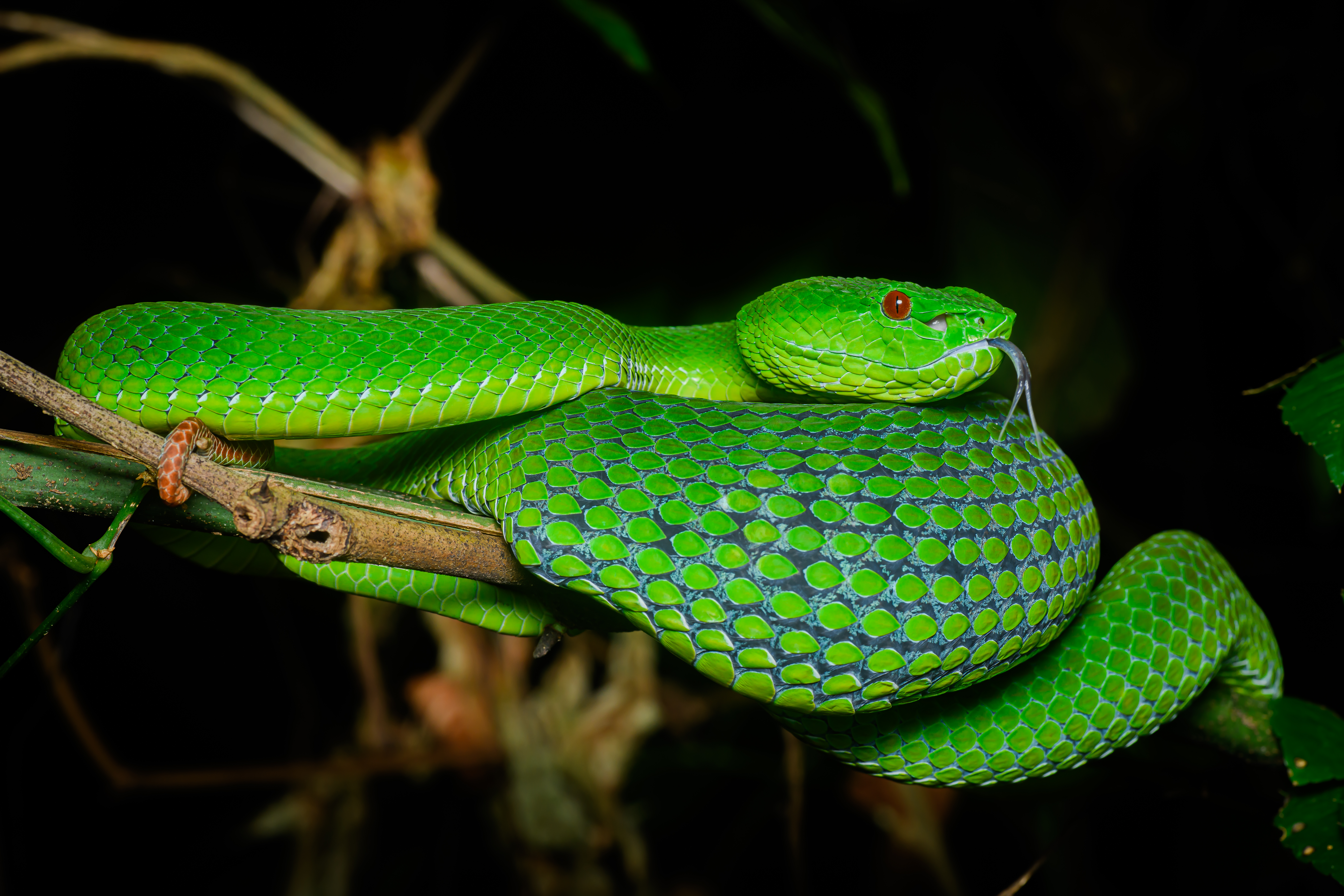
Trimeresurus popeiorum

Culoarea verde este o culoare comună în natură, multe plante fiind verzi datorită unui produs chimic complex cunoscut sub numele de clorofilă, care este implicat în fotosinteză. Clorofila absoarbe lungimile de undă lungi ale luminii (roșu) și lungimile de undă scurte ale luminii (albastru) mult mai eficient decât lungimile de undă care par verzi pentru ochiul uman, astfel încât lumina reflectată de plante este îmbogățită în verde. Clorofila absoarbe slab lumina verde, deoarece a apărut pentru prima dată în organismele care trăiau în oceane, unde halobacteria exploata deja fotosinteza. Culoarea purpurie a halobacteriei a apărut pentru că a extras energie dîn porțiunea verde a spectrului folosind bacteriorhodopsină. Noile organisme care ulterior au ajuns să domine extracția de lumină au fost selectate pentru a exploata acele porțiuni ale spectrului care nu sunt utilizate de halobacterii.
Animalele folosesc de obicei culoarea verde drept camuflaj, amestecându-se cu verdele clorofilă din mediul înconjurător. Green is restful to the eye. Studies show that a green environment can reduce fatigue. Majoritatea peștilor, reptilelor, amfibienilor și păsărilor apar verzi datorită reflectării luminii albastre care intră printr-un suprastrat de pigment galben. Percepția culorii poate fi afectată și de mediul înconjurător. De exemplu, pădurile de foioase, de obicei, au o lumină galben-verde în jurul lor deoarece copacii filtrează lumina. Turacoverdinul este un produs chimic care poate provoca o nuanță verde în special la păsări. Nevertebratele, cum ar fi insectele sau moluștele, prezintă adesea culori verzi din cauza porfirinelor, uneori provocate de dietă. Acest lucru poate face ca fecalele lor să pară verzi. Alte substanțe chimice care, în general, contribuie la culoarea verde în rândul organismelor sunt flavinele și hemanovadina.  Oamenii au imitat acest lucru purtând îmbrăcăminte verde drept camuflaj în domeniul militar și în alte domenii. Substanțele care pot conferi o nuanță verzuie pielii includ biliverdină, pigmentul biliar tetrapirolic verde.

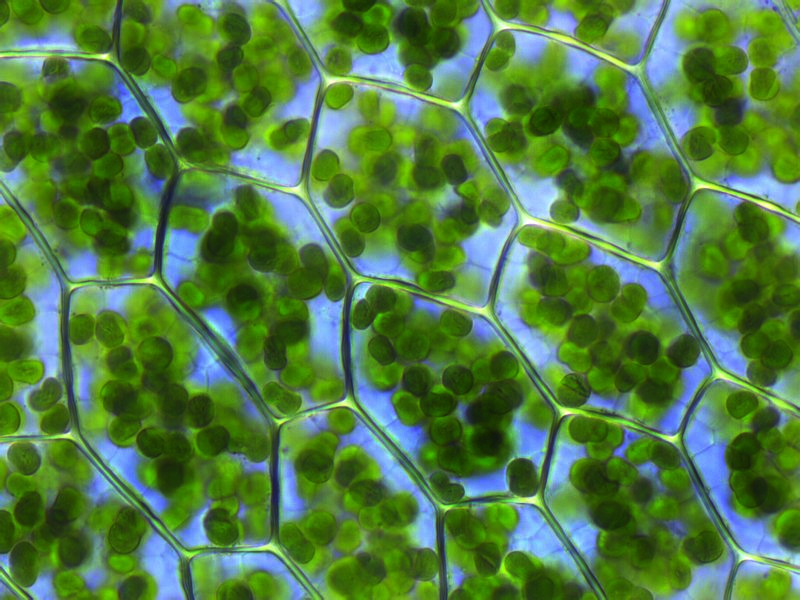
Cloroplastele celulelor plantelor conțin o concentrație mare de clorofilă, făcându-le să pară verzi.
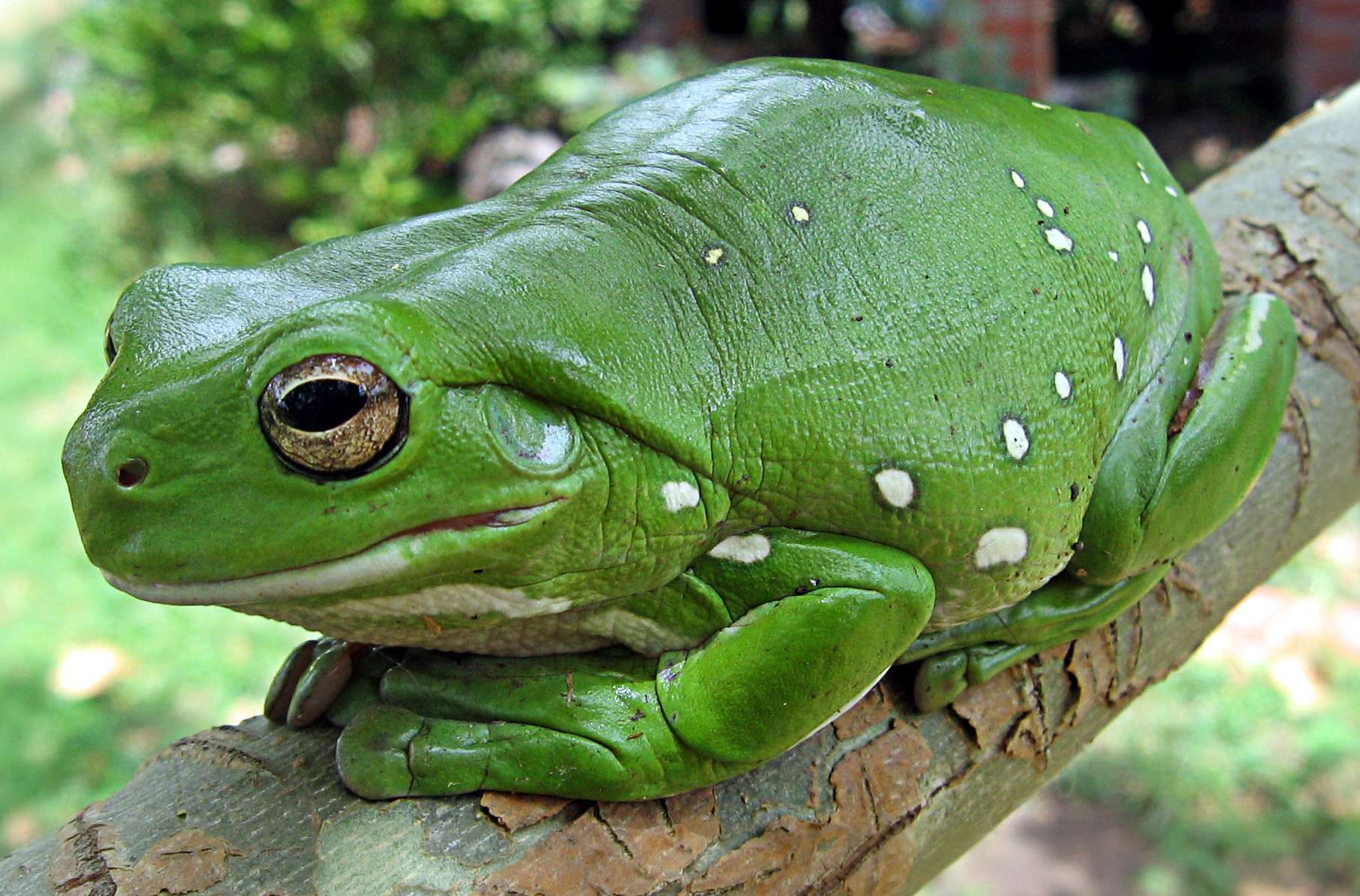
Broaștele apar adesea verzi deoarece lumina se reflectă dintr-un strat albastru printr-un strat superior galben, filtrând astfel lumina pentru a fi în primul rând verde.
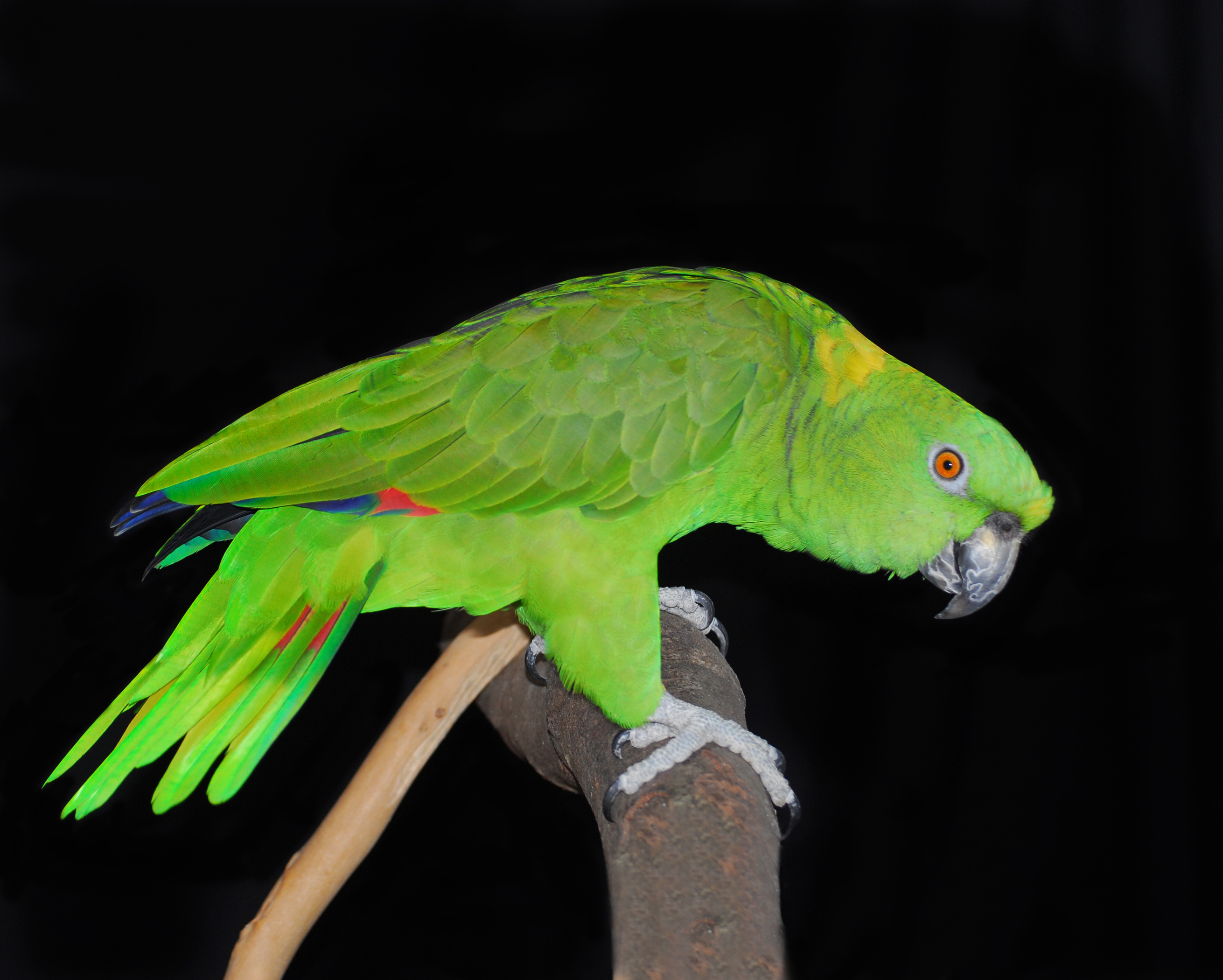
Un papagal galben de Amazon cu culoarea verde pentru camuflaj în junglă
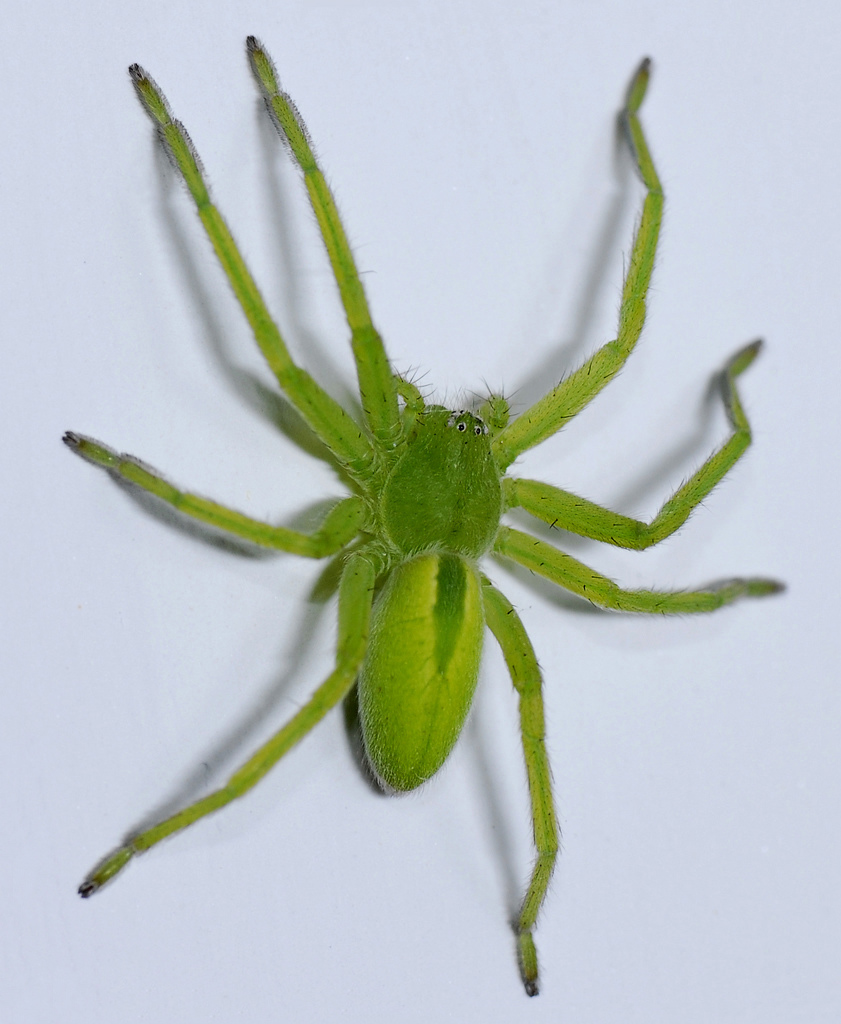
Păianjenul Micrommata virescens este verde datorită prezenței pigmentului biliar în hemolimfa păianjenului și în fluidele tisulare.
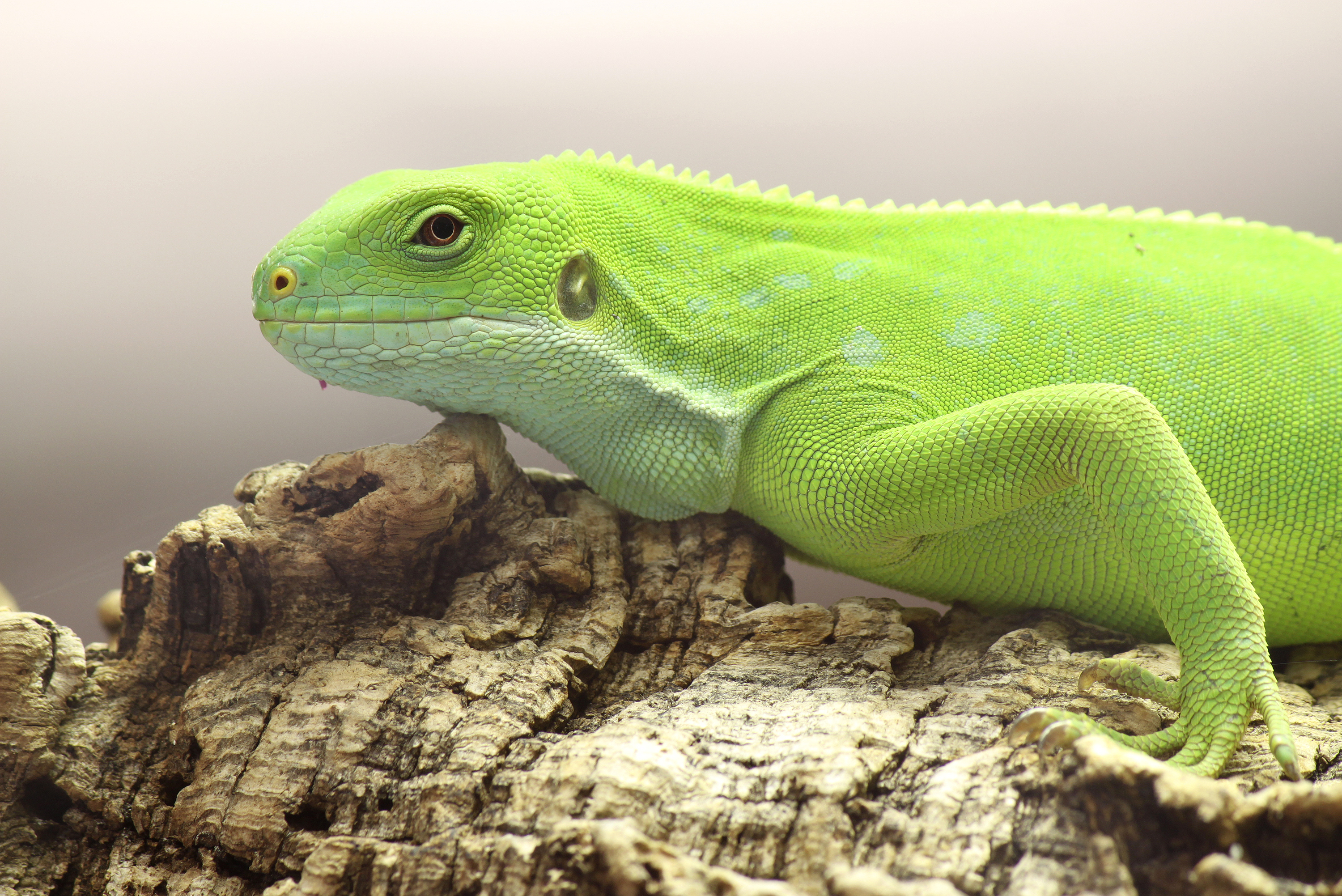
Brachylophus fasciatus
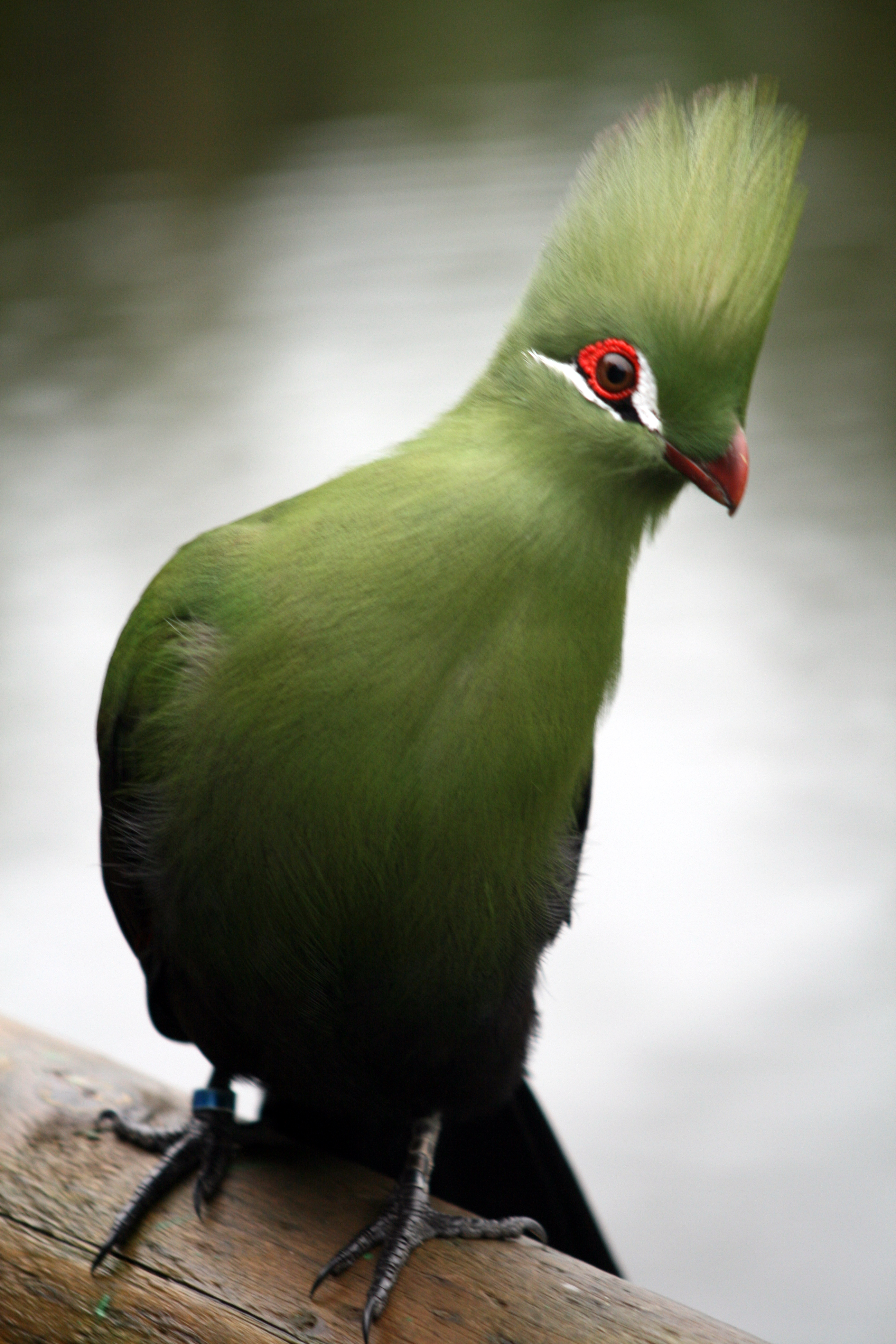
Tauraco persa, o specie de turaci
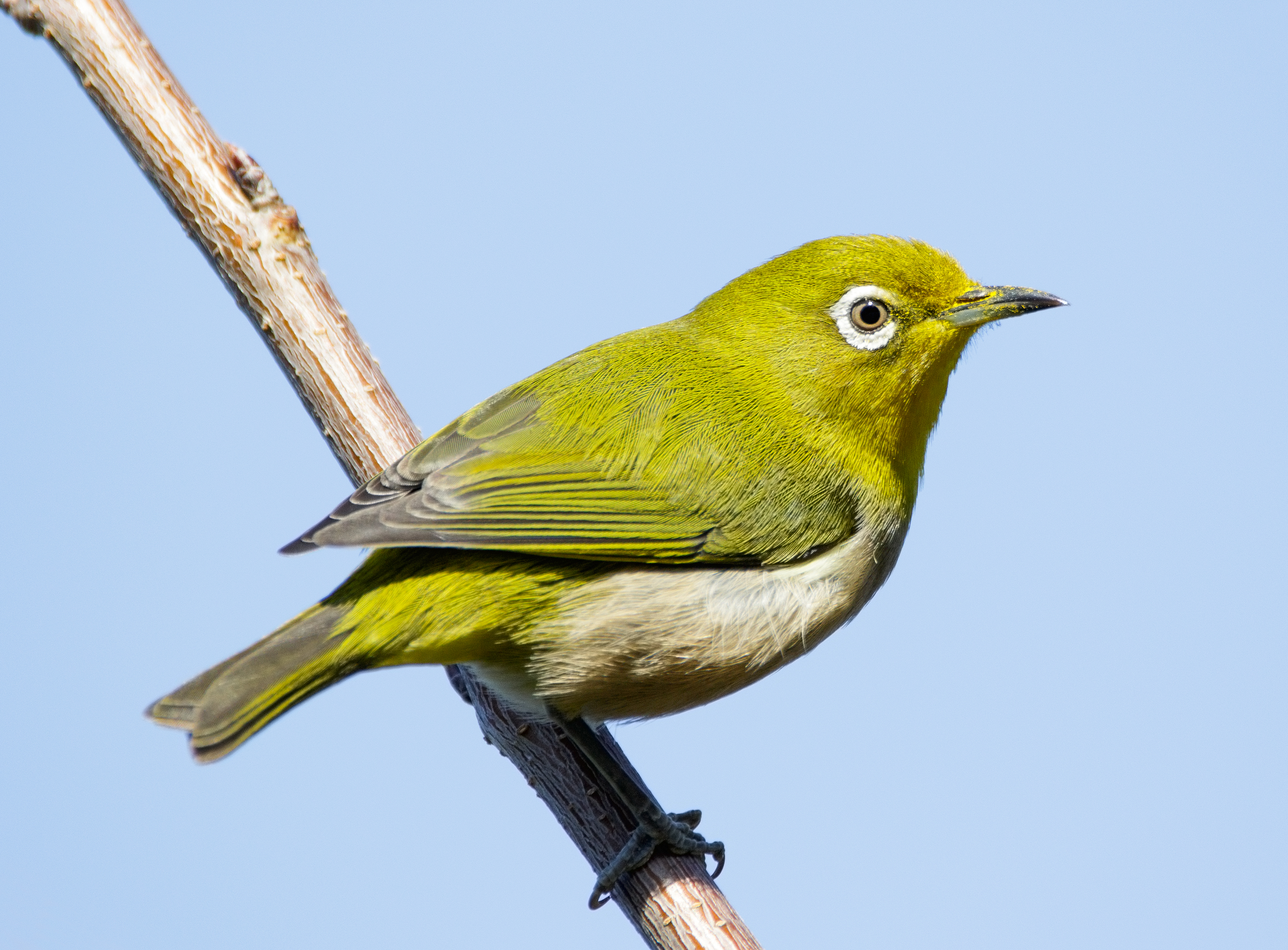
Zosterops japonicus
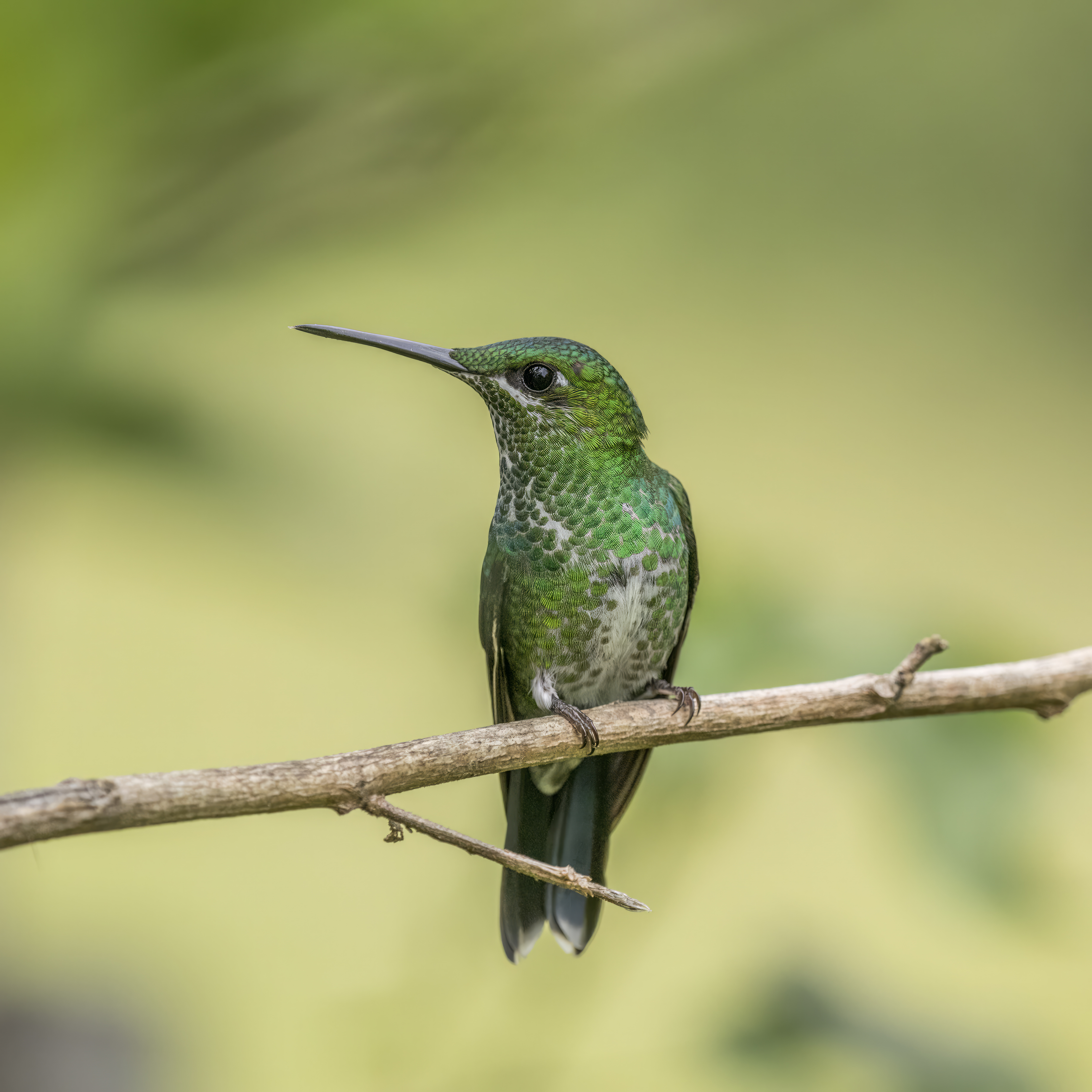
Heliodoxa jacula henryi
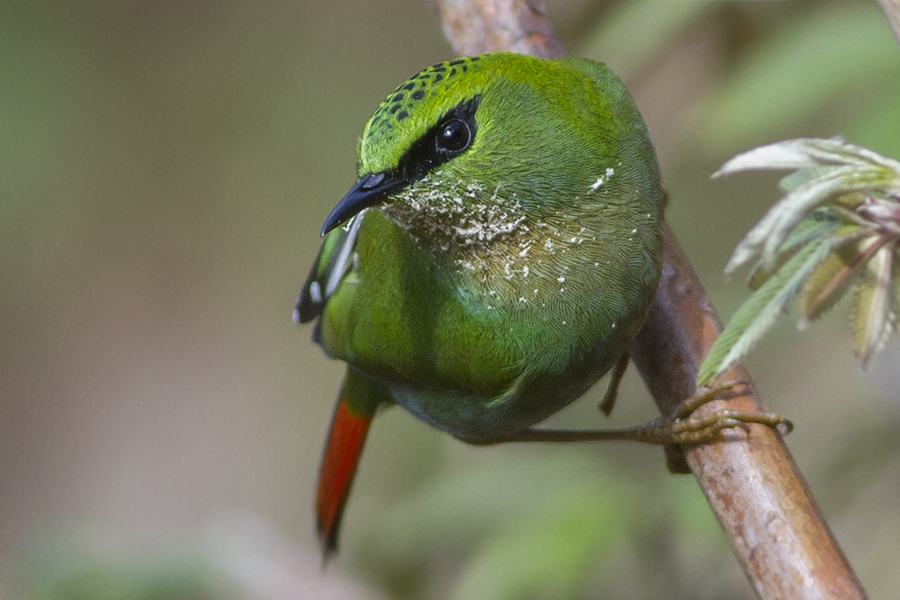
Myzornis pyrrhoura
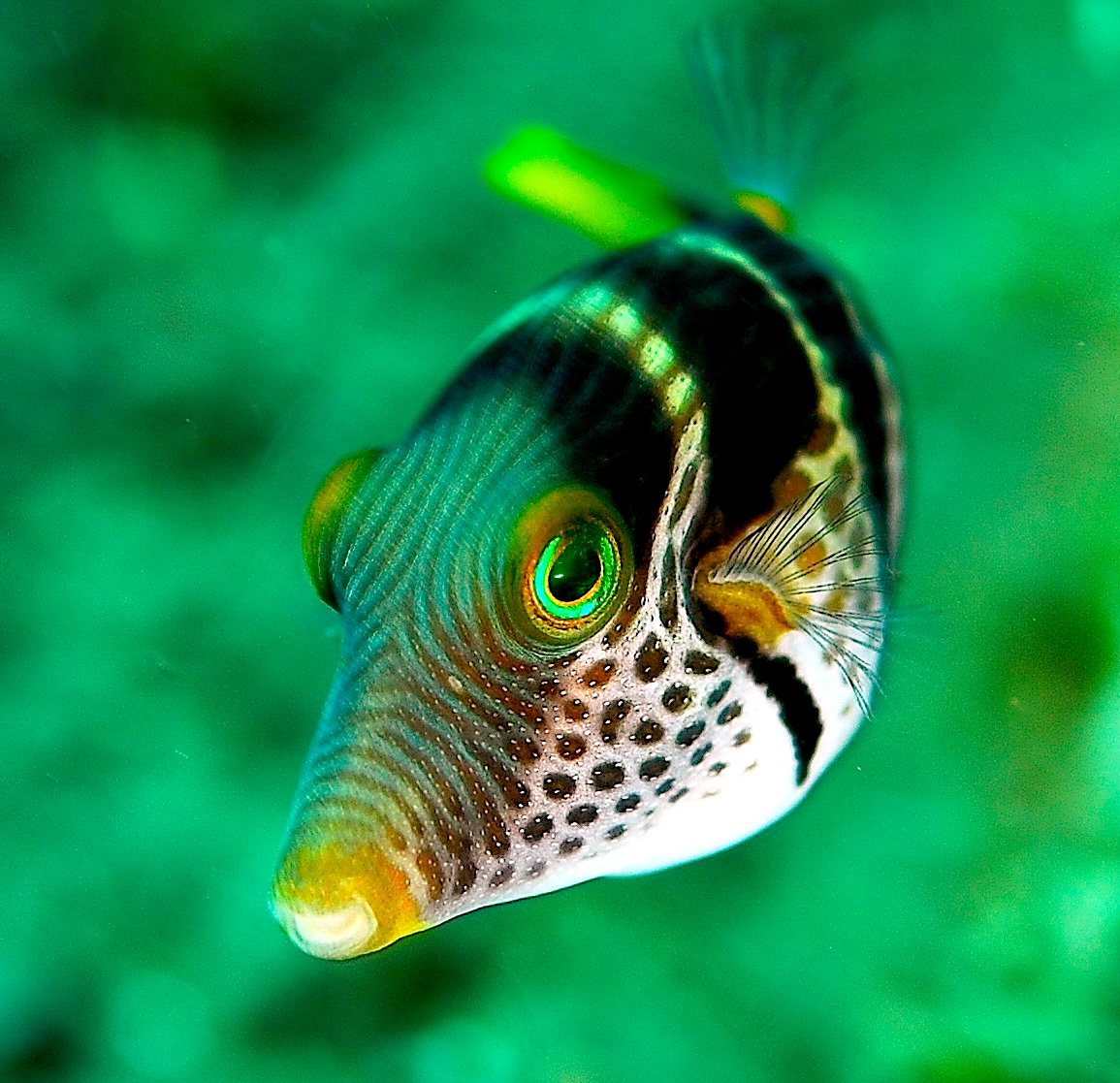
Canthigaster valentini
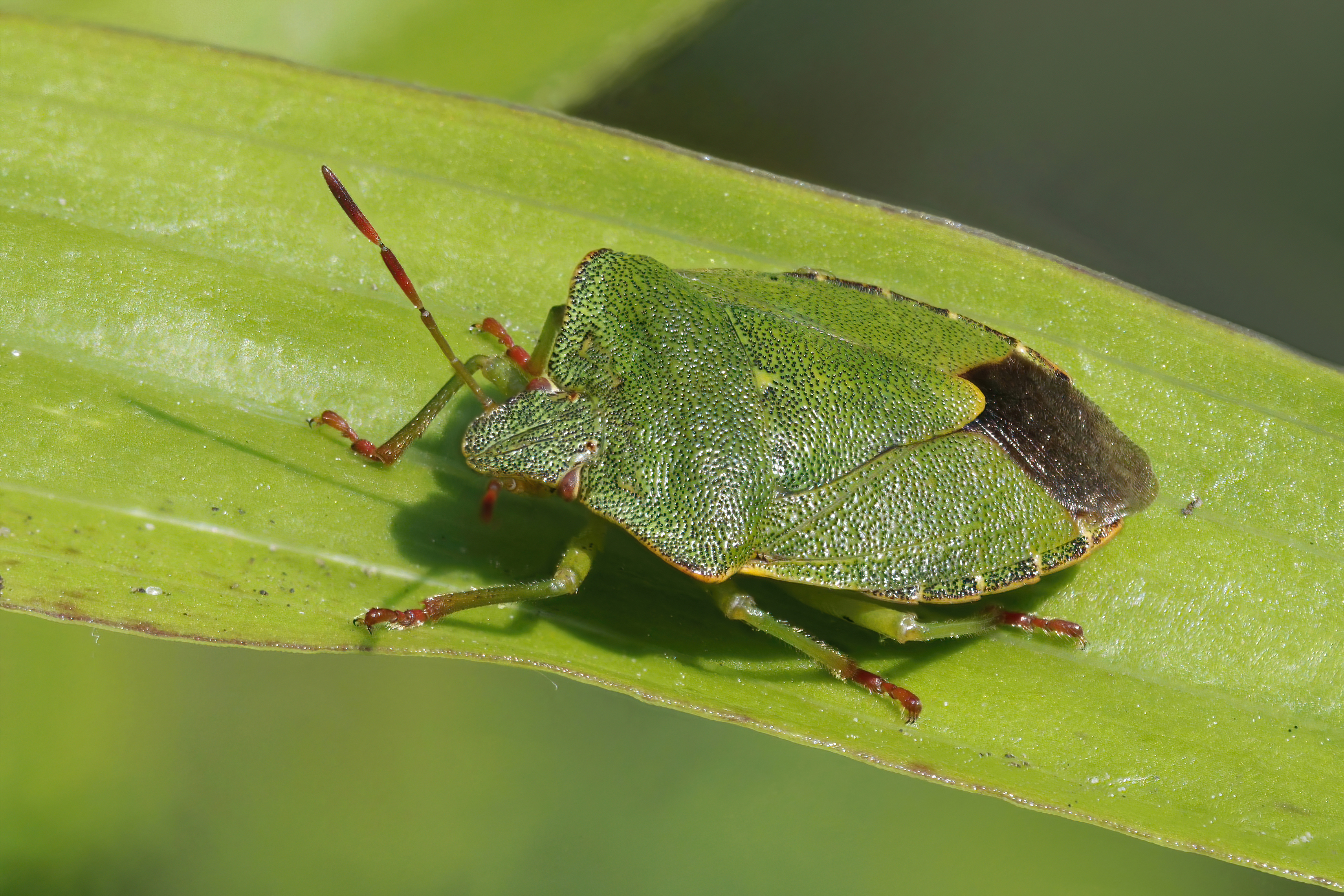
Palomena prasina

### Ochi verzi

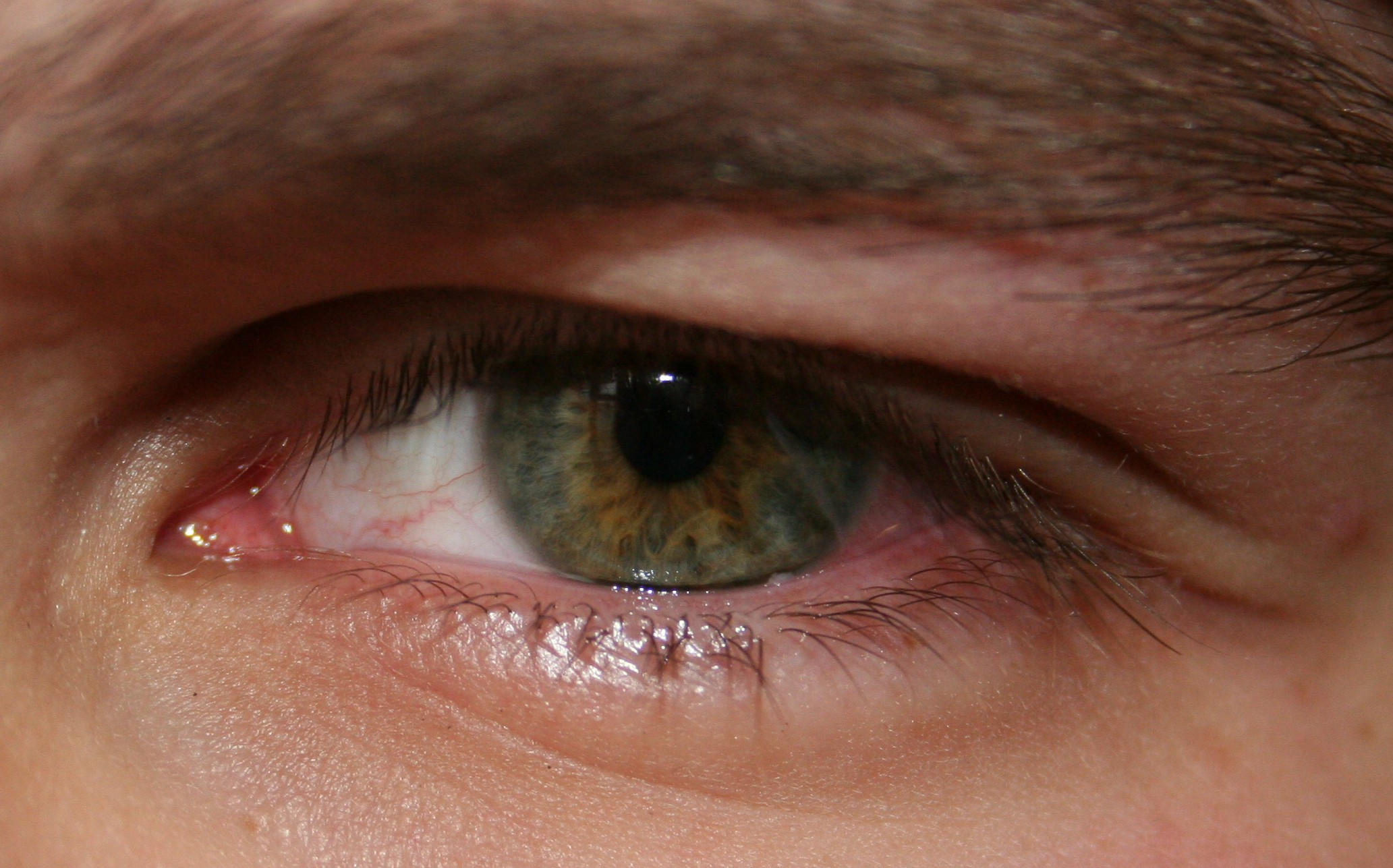
Ochi verzi

Ochii verzi nu-și datorează culoarea unui pigment verde. Ca și în cazul ochilor albaștri, este o iluzie optică; culoarea lor este determinată de procese fizice legate de dispersia luminii prin straturile din care este alcătuit irisul. În cazul ochilor verzi, stroma (stratul exterior al irisului) conține o cantitate mică de pigmenți melanici, care dau o ușoară nuanță de brun, iar aceasta se combină cu nuanța albastră generată prin dispersia luminii prin fibrele de colagen, rezultatul combinației fiind o nuanță de verde.
Ochii verzi sunt cei mai frecventi în Europa de Nord și Centrală. Ei pot fi întâlniți și în Europa de Sud, Asia de Vest, Asia Centrală și Asia de Sud. În Islanda, 89% dintre femei și 87% dintre bărbați au fie ochi albaștri, fie verzi. Un studiu efectuat asupra adulților islandezi și olandezi a descoperit că ochii verzi sunt mult mai răspândiți la femei decât la bărbați.

## În istorie și artă

### Preistorie
Picturile rupestre neolitice nu au urme de pigmenți verzi, dar popoarele neolitice din nordul Europei obțineau un colorant verde pentru îmbrăcăminte din frunzele mesteacanului. Avea o calitate foarte proastă, mai mult maro decât verde. Ceramica din Mesopotamia antică arată oameni care poartă costume de un verde viu, dar nu se știe cum au fost produse culorile.

### Istorie antică
În Egiptul antic, verdele a fost simbolul regenerării și al renașterii și al culturilor posibile prin inundarea anuală a Nilului. Pentru a picta pe pereții mormintelor sau pe papirus, artiștii egipteni au folosit un malachit măcinat fin, extras în vestul Sinai și în deșertul estic; o cutie de vopsea cu pigment de malacit a fost găsită în mormântul regelui Tutankhamon. De asemenea, au folosit pigment din pământ verde sau au amestecat ocru galben și azurit albastru. Pentru a vopsi țesăturile verzi, le-au colorat mai întâi galben cu vopsea din șofran și apoi le-au înmuiat în colorant albastru din rădăcinile plantei Isatis tinctoria.
Pentru vechii egipteni, verdele avea asociații pozitive. În picturile de pereți, zeul Osiris a fost înfățișat în mod tipic cu o față verde, deoarece verdele era simbolul unei bune sănătăți și a renașterii. În morminte s-au găsit palete de machiaj facial verde, făcute cu malachit. Verdele a fost purtat atât de vii, cât și de morți, în special în jurul ochilor, pentru a-i proteja de rău. Mormintele conțineau adesea mici amulete verzi sub formă de gândac scarabeu din malachit, despre care se credea că protejează și dau vigoare celui decedat.
În Grecia antică, verdele și albastru erau uneori considerate aceeași culoare; ei foloseau același cuvânt pentru a descrie culoarea mării și culoarea copacilor. Filosoful Democrit a descris două culori verzi diferite: cloron sau verde pal și prasinon, sau verde praz. Aristotel considera că verdele era situat la jumătatea distanței dintre negru, simbolizând pământul și alb, simbolizând apa. Cu toate acestea, verdele nu s-a numărat printre cele patru culori clasice ale picturii grecești – roșu, galben, negru și alb – și este rar întâlnit în arta greacă.
Romanii au avut o apreciere mai mare pentru culoarea verde; era culoarea zeiței Venus, zeița grădinilor, legumelor și podgoriilor. Romanii au obținut un pigment fin din pământ verde, care a fost utilizat pe scară largă în picturile murale de la Pompei, Herculaneum, Lyon, Vaison-la-Romaine și alte orașe romane. De asemenea, au folosit pigmentul verdigris obținut prin înmuierea plăcilor de cupru în vin care fermenta. În secolul al II-lea d.Hr., romanii foloseau culoarea verde în picturi, mozaicuri și sticlă și existau zece cuvinte diferite în latină pentru nuanțele de verde.

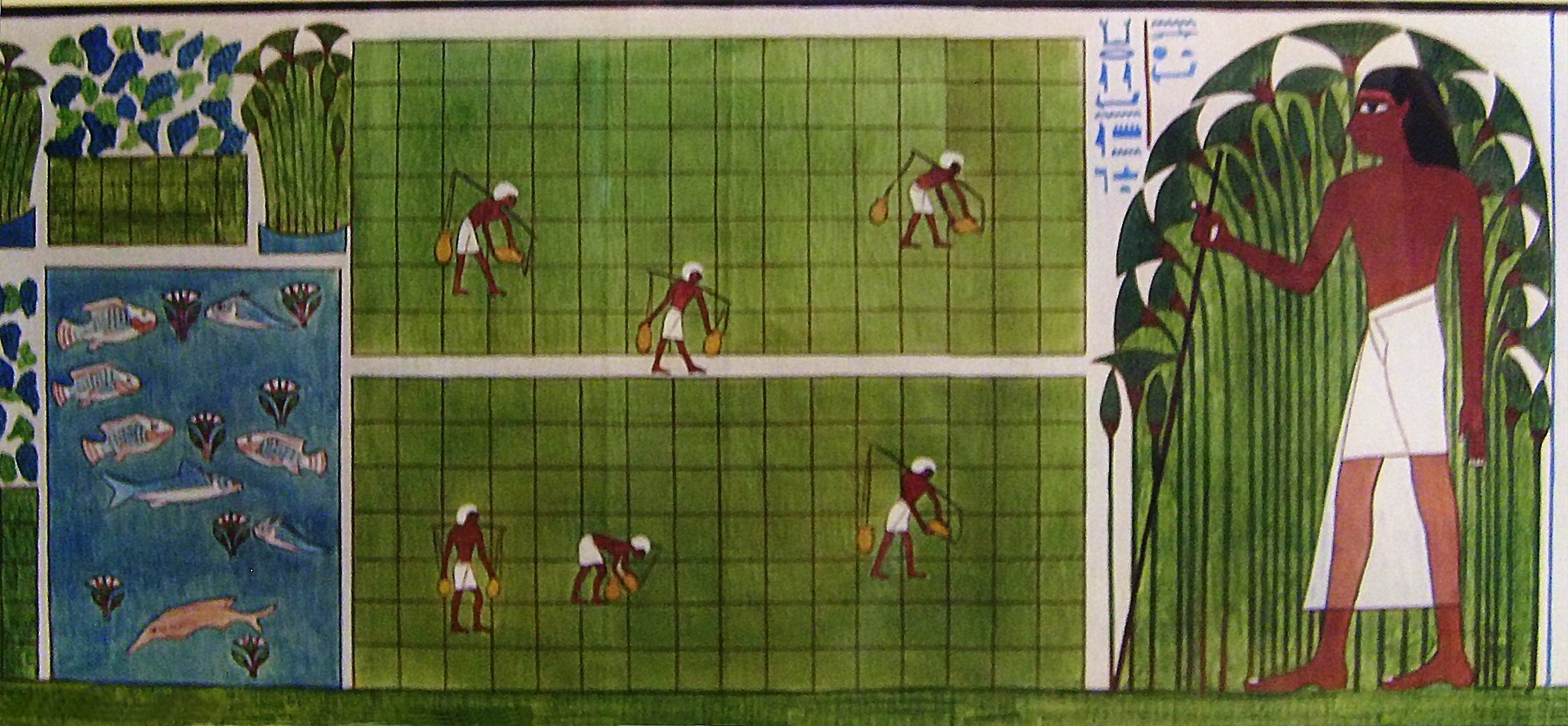
Grădinile Egiptului antic erau simboluri ale renașterii. Pictură din morminte a grădinilor lui Amon la templul Karnak, de la mormântul lui Nakh, grădinarul șef; începutul secolului al XIV-lea î.Hr.
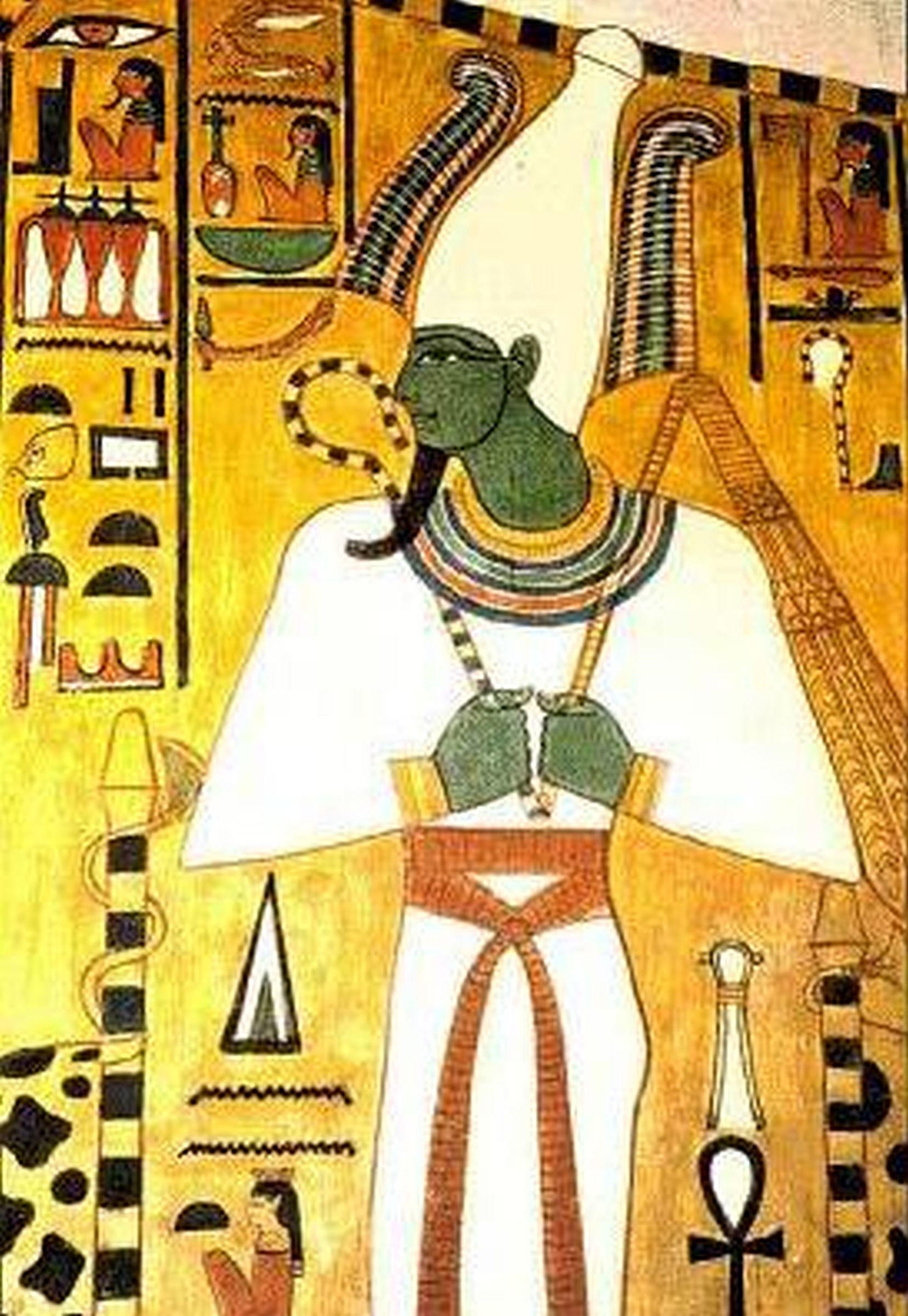
Vechiul zeu egiptean Osiris al vieții de apoi, al lumii de dincolo și al morților, era înfățișat de obicei cu față verde.
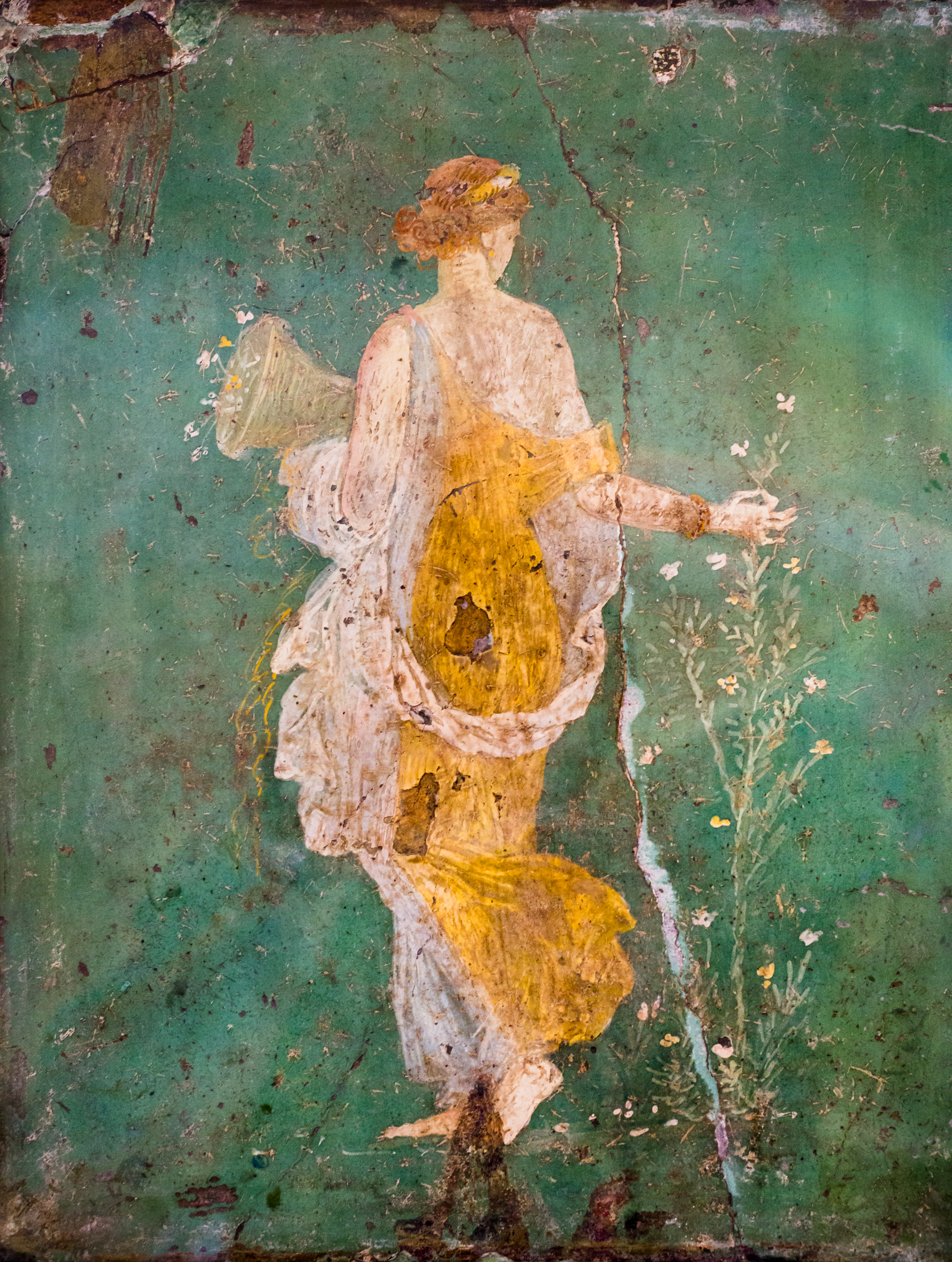
Frescă din Pompeii, sec. I d.Hr.
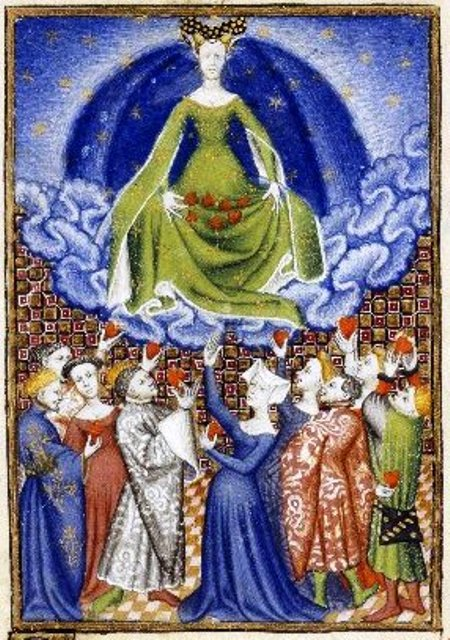
Venus, zeița grădinilor, legumelor și podgoriilor reprezentă în verde.
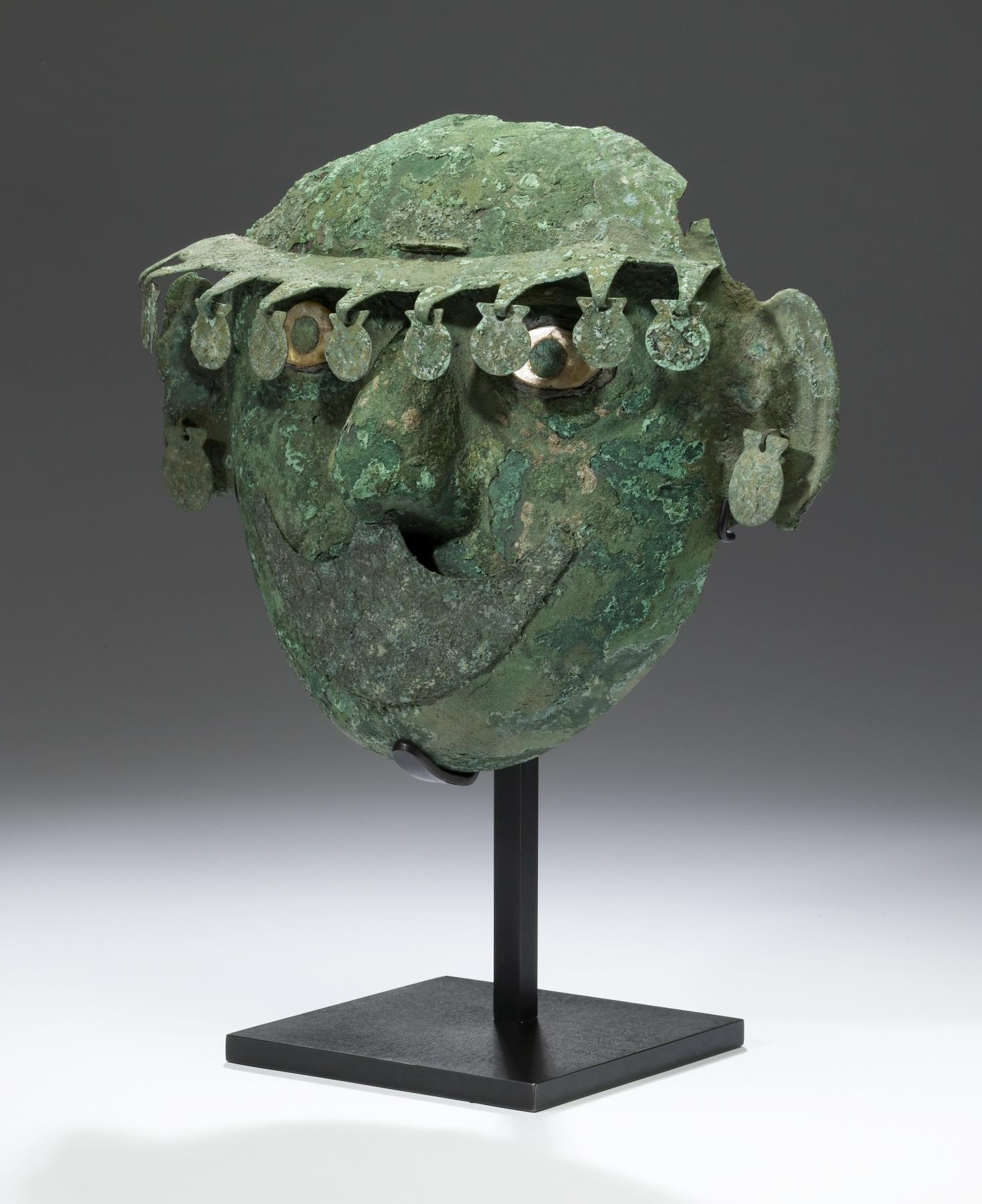
Mască, cultura Moche, c.100-600

### Istorie postclasică
În Evul Mediu și în Renaștere, culoarea hainelor arăta rangul social și profesia unei persoane. Roșul nu putea fi purtat decât de nobilime, maro și gri de țărani, iar verde de negustori, bancheri și mica nobilime. Mona Lisa poartă verde în portretul ei, la fel ca mireasa din portretul Arnolfini de Jan van Eyck.
Nu existau coloranți verzi buni care să reziste la spălări și la lumina soarelui pentru cei care doreau sau li se cereau să poarte verde. Coloranții verzi erau făcuți din ferigi, plantain, fructe de cătină, sucul de urzici și de praz, planta degețel, planta genisteae, frunze de frasin și scoarța arinului, însă verdele obținut astfel se deteriora rapid sau își schimba culoarea. Abia în secolul al XVI-lea a fost produs un colorant verde bun, mai întâi prin vopsirea pânzei albastre cu Isatis tinctoria, apoi galben cu Reseda luteola, cunoscută și sub denumirea de buruiană galbenă.
Pigmenții disponibili pentru pictori erau mai variați; călugării foloseau verdigrisul, obținut prin înmuierea cuprului în vin care fermenta, pentru a colora manuscrise medievale. De asemenea, au folosit malachit măcinat fin, care obținea un verde aprins. Au folosit culori de pământ verde pentru fundaluri.
În timpul Renașterii timpurii, pictori precum Duccio di Buoninsegna au învățat să picteze fețele mai întâi cu un substrat verde, apoi cu roz, ceea ce le conferea fețelor o nuanță mai realistă. De-a lungul secolelor, rozul s-a stins, făcând unele dintre fețe să pară verzi.

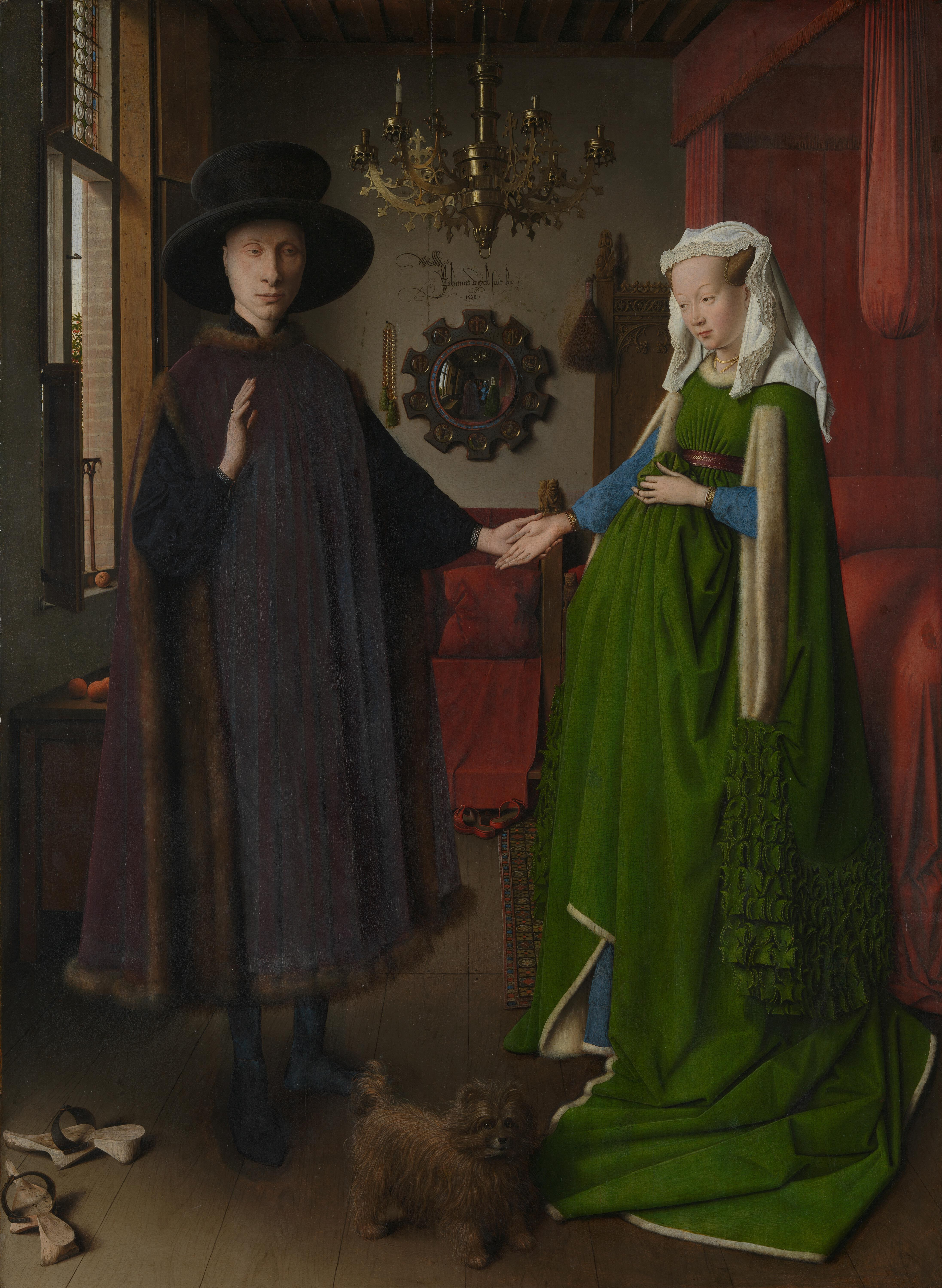
În Portretul Arnolfini de Jan van Eyck (1434), țesătura de un verde bogat a rochiei arată bogăția și statutul familiei.
Costumul verde al Mona Lisei arată că făcea parte din mica nobilime.
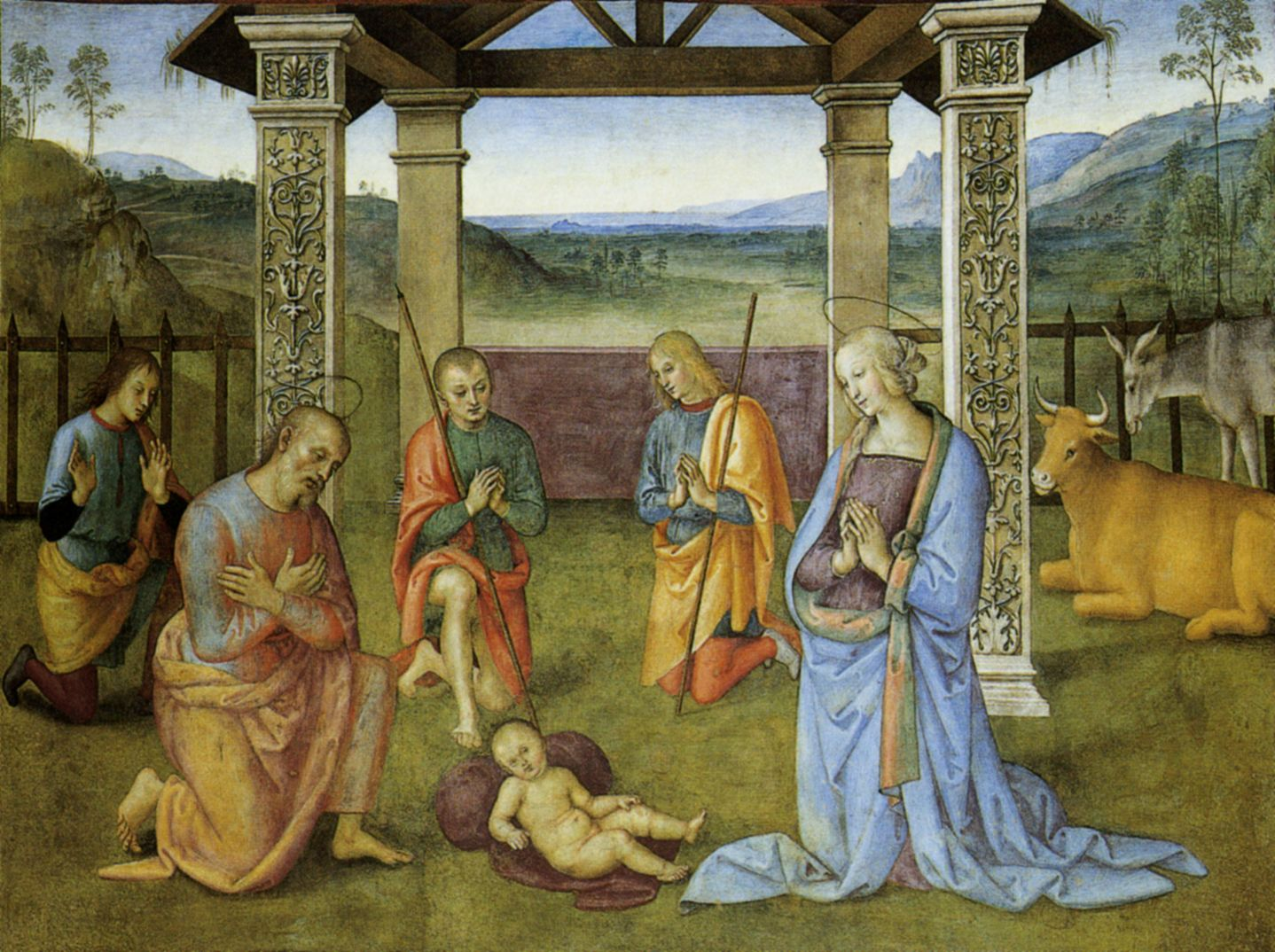
În acest tablou din 1503 de Perugino, pigmentul de malachit a fost folosit pentru a picta veșmintele strălucitoare ale închinătorilor, în timp ce verdele de fundal a fost pictat în pigmenți de pământ verde.
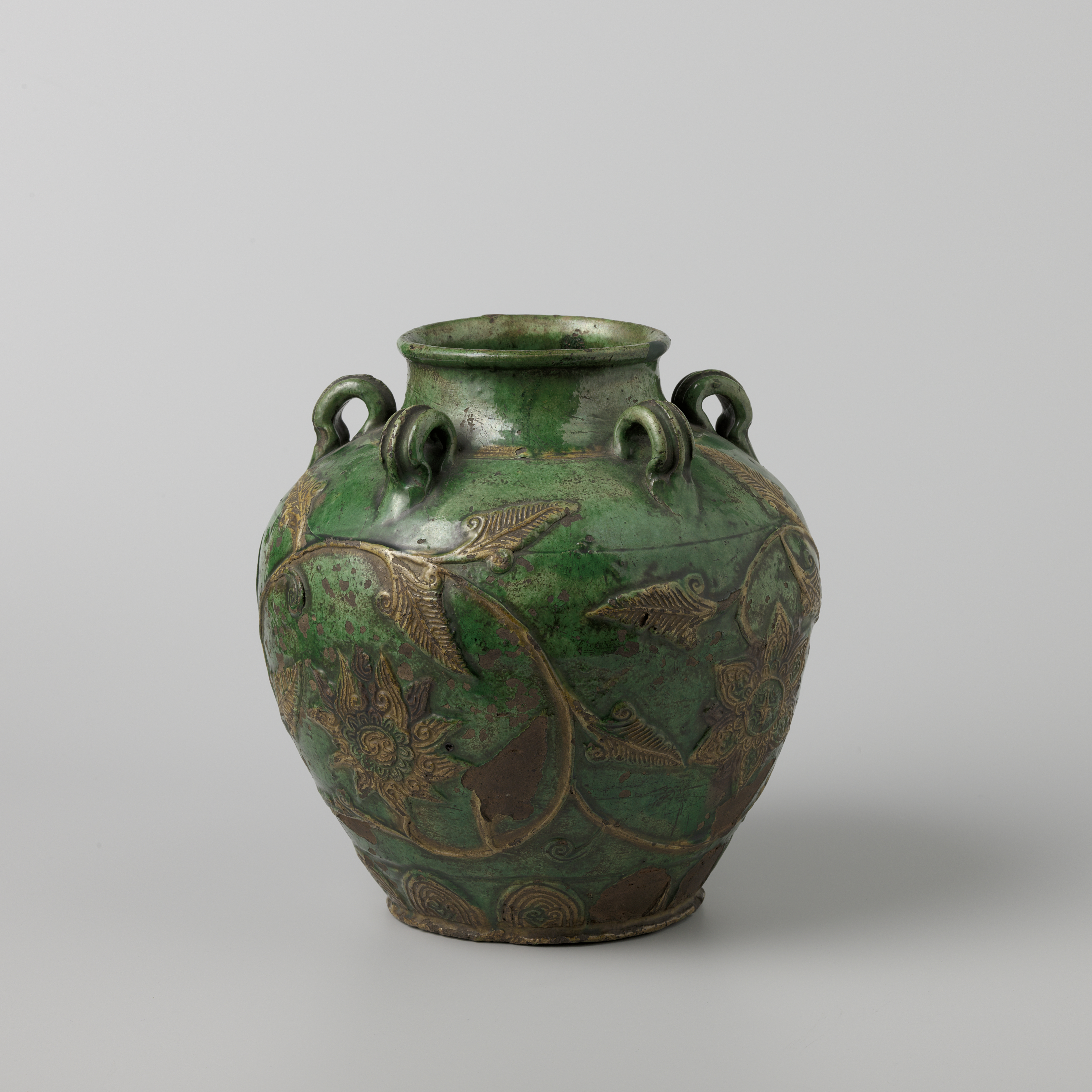
Vas chinezesc din timpul dinastiei Ming, c.1600

### Istorie modernă

#### Secolele XVIII și XIX
Secolul al XVIII-lea și al XIX-lea au adus descoperirea și producerea de pigmenți și coloranți verzi sintetici, care au înlocuit rapid pigmenții și coloranții minerali și vegetali mai vechi. Acești noi coloranți au fost mai stabili și mai aprinși decât coloranții vegetali, dar unii conțineau un nivel ridicat de arsenic și au fost în cele din urmă interziși.
Poetul și filosoful german Goethe a declarat că verdele este cea mai odihnitoare culoare, potrivită pentru decorarea dormitoarelor. Pictori precum John Constable și Jean-Baptiste-Camille Corot înfățișau verdele luxuriant al peisajelor și pădurilor rurale. 
La sfârșitul secolului al XIX-lea se făcea studiul sistematic al teoriei culorilor și, în special, studiul modului în care culorile complementare, cum ar fi roșu și verde se întăreau reciproc atunci când erau așezate unul lângă celălalt. Aceste studii au fost urmate de artiști precum Vincent van Gogh. Descriind tabloul său, Cafeneaua de noapte, fratelui său Theo în 1888, Van Gogh a scris: „Am căutat să exprim cu roșu și verde teribilele patimi umane. Sala este roșie ca sângele cu galben pal, cu o masă de biliard verde în centru și patru lămpi galben-lămâie cu raze portocaliu și verde. Oriunde este o luptă și antiteză a celor mai diferite nuanțe de roșu și verde”.

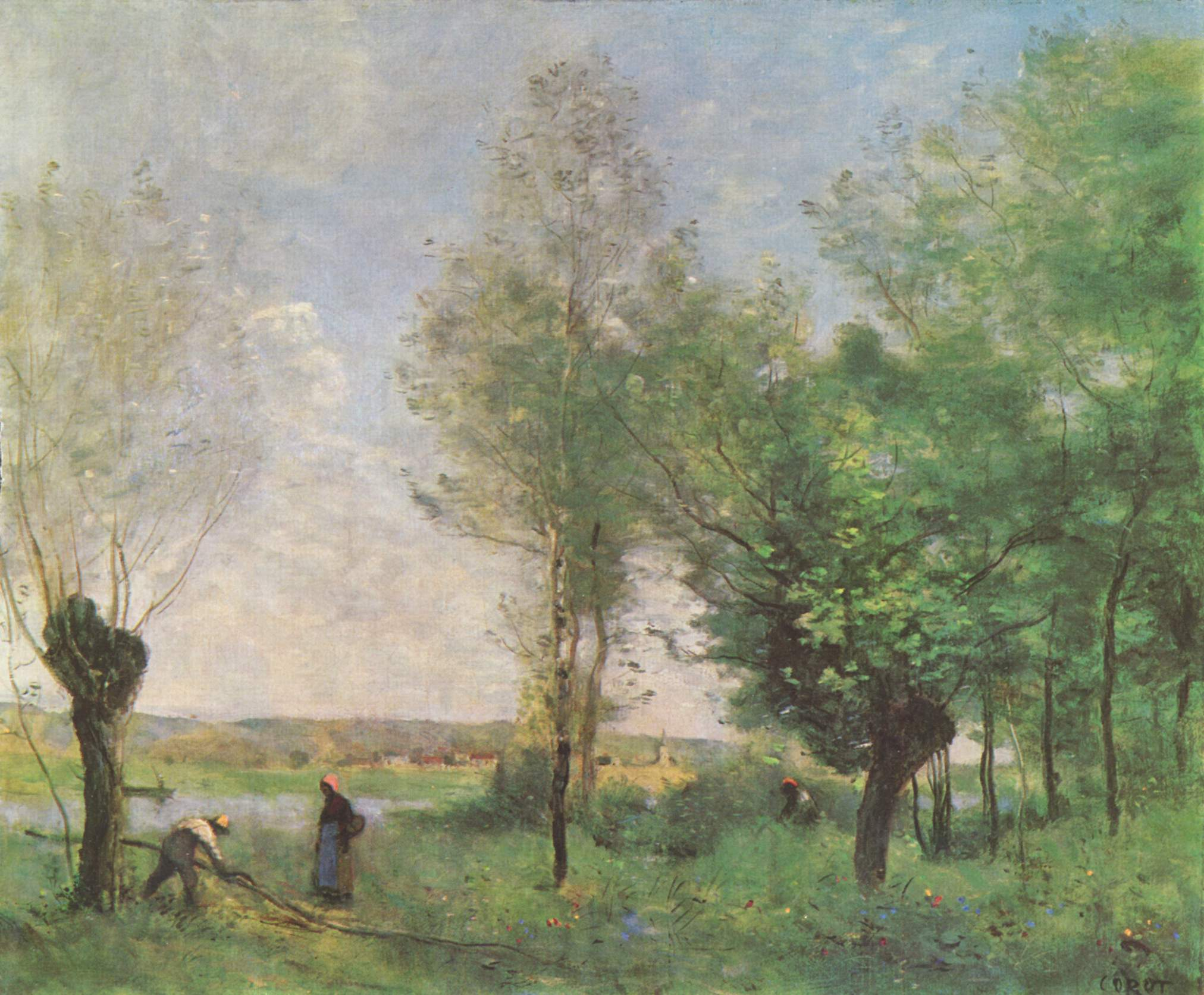
În picturile lui Jean-Baptiste-Camille Corot, verdele copacilor și al naturii a devenit elementul central al tabloului, oamenii fiind secundari
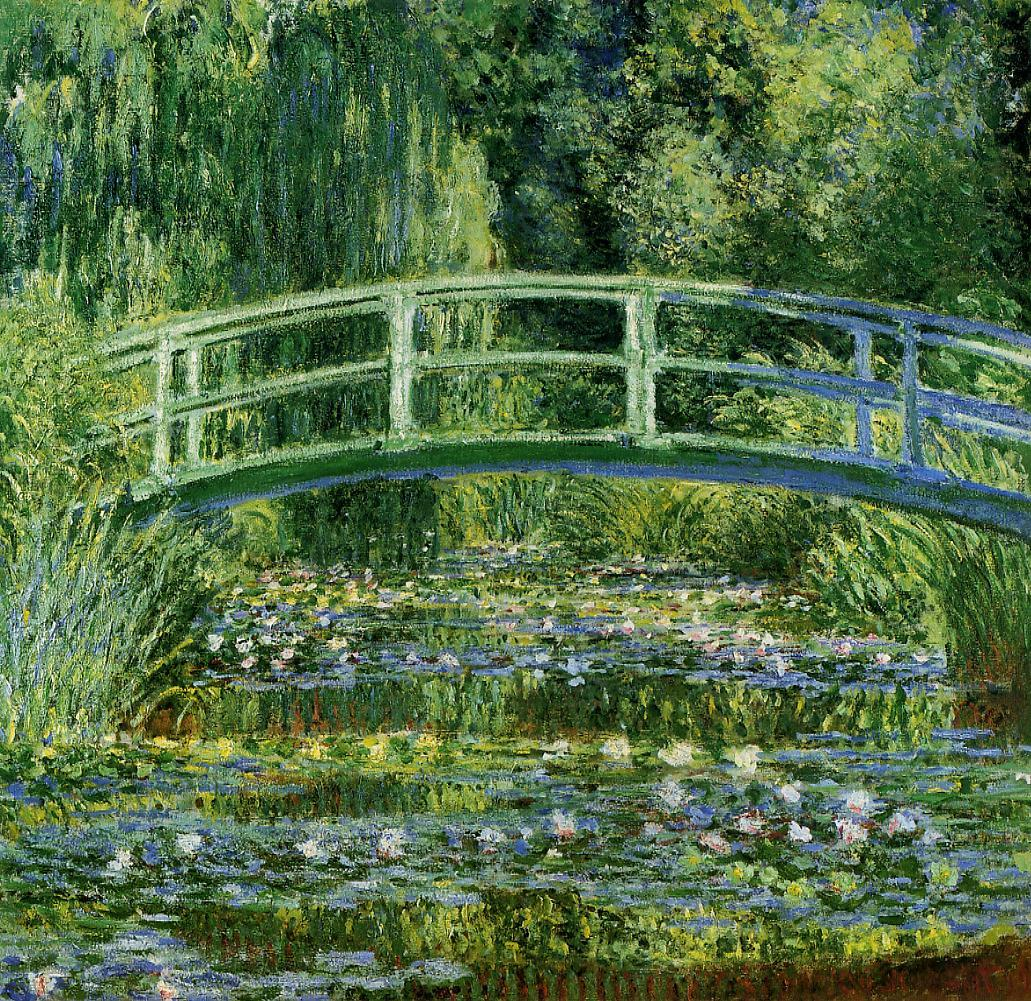
Nuferi și pod japonez de Monet, 1897–1899
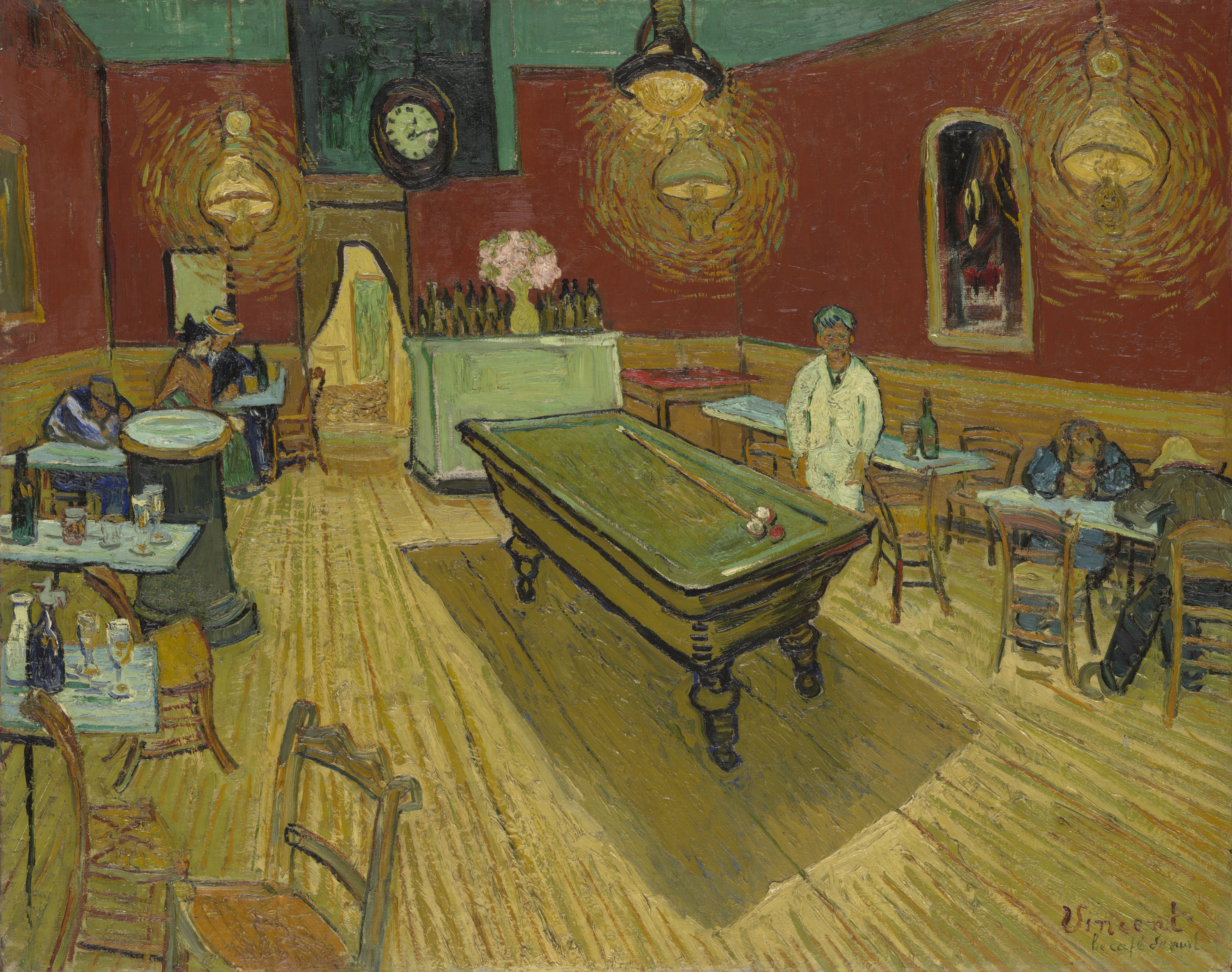
Cafeneaua de noapte de Vincent van Gogh, 1888, folosește roșu și verde pentru a exprima ceea ce Van Gogh numea „teribilele patimi umane”.
Pârâu într-o pădure de mesteacăn de Ivan Șișkin, 1883
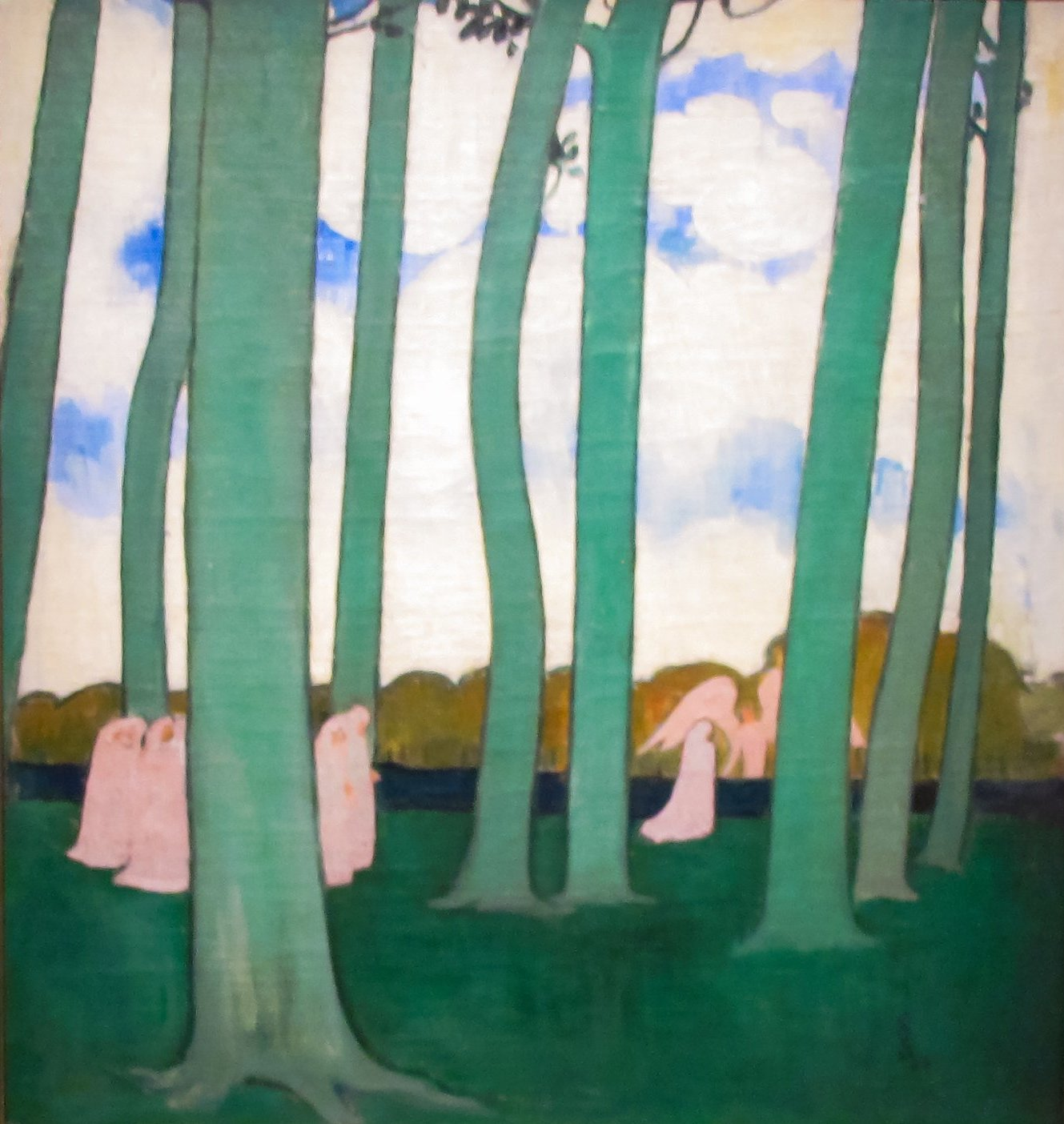
Arbori verzi, de Maurice Denis, 1893
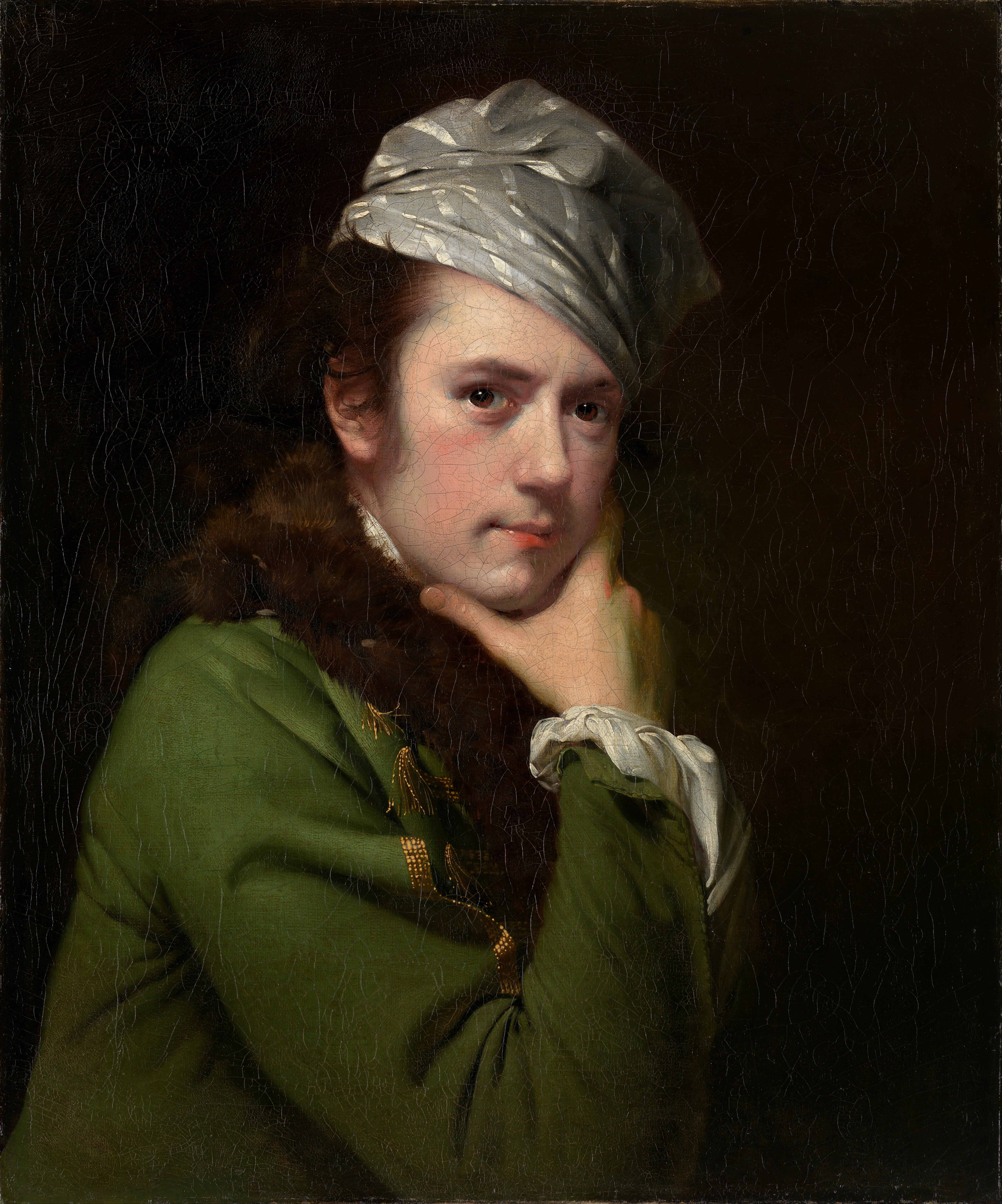
Autoportret, de Joseph Wright of Derby
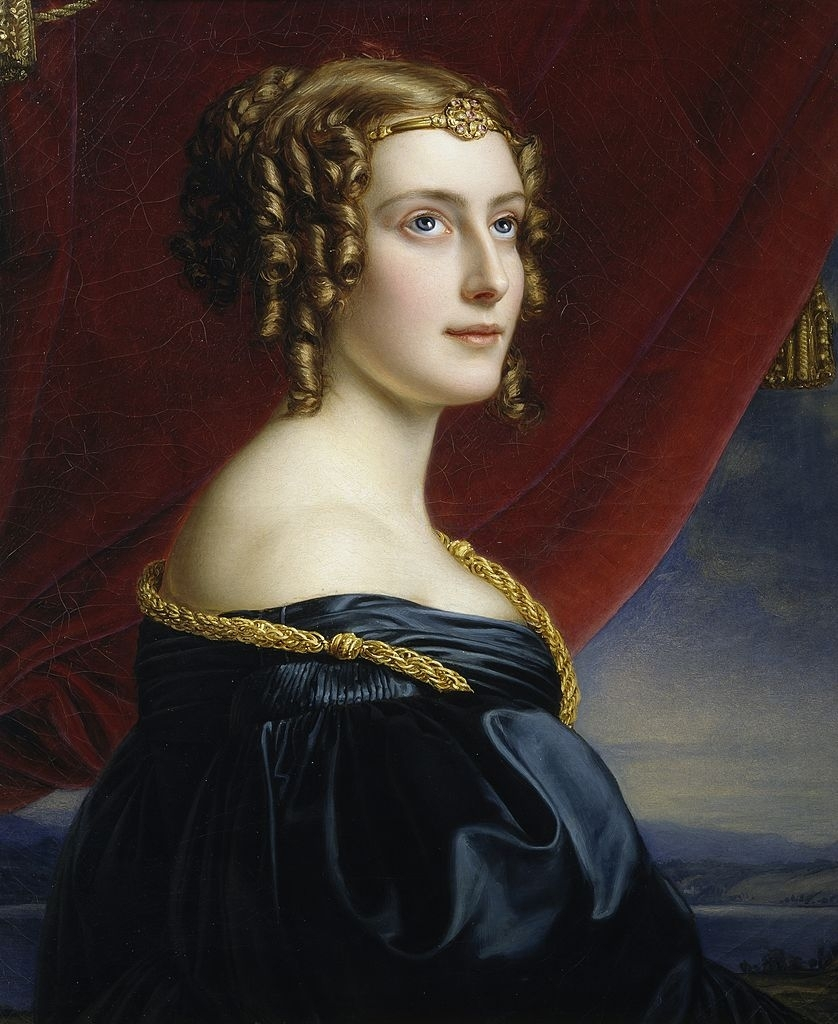
Lady Jane Elizabeth Digby, de Joseph Karl Stieler, 1831
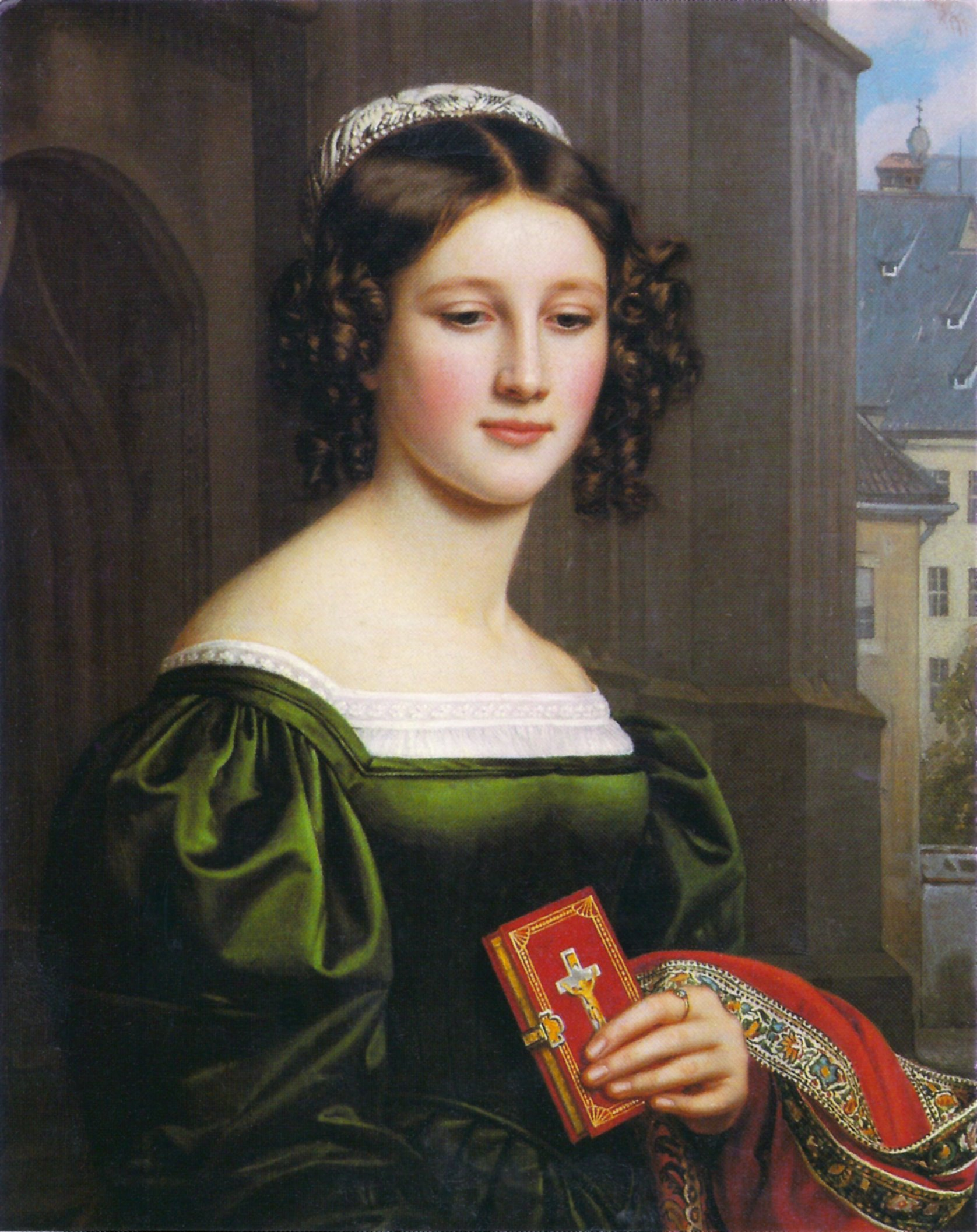
Anna Hillmayer, de Joseph Karl Stieler,1829
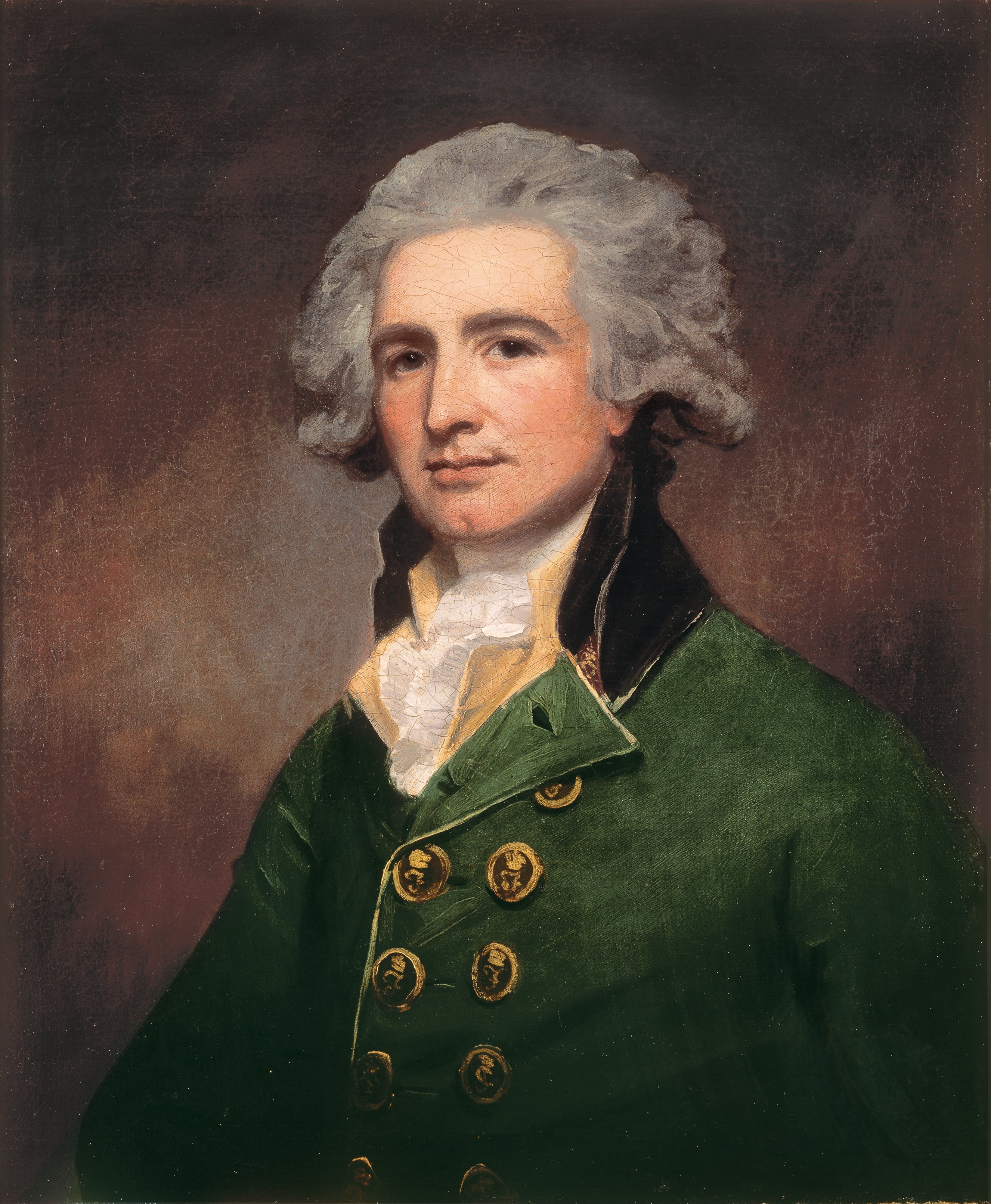
Colonel Robert Abercrombie, de George Romney, 1788

#### Secolele XX și XXI
În anii 80, verdele a devenit un simbol politic, culoarea Partidului Verde din Germania și în multe alte țări europene. Aceasta simboliza mișcarea ecologică și, de asemenea, o nouă politică a stângii care respingea socialismul și comunismul tradițional. 

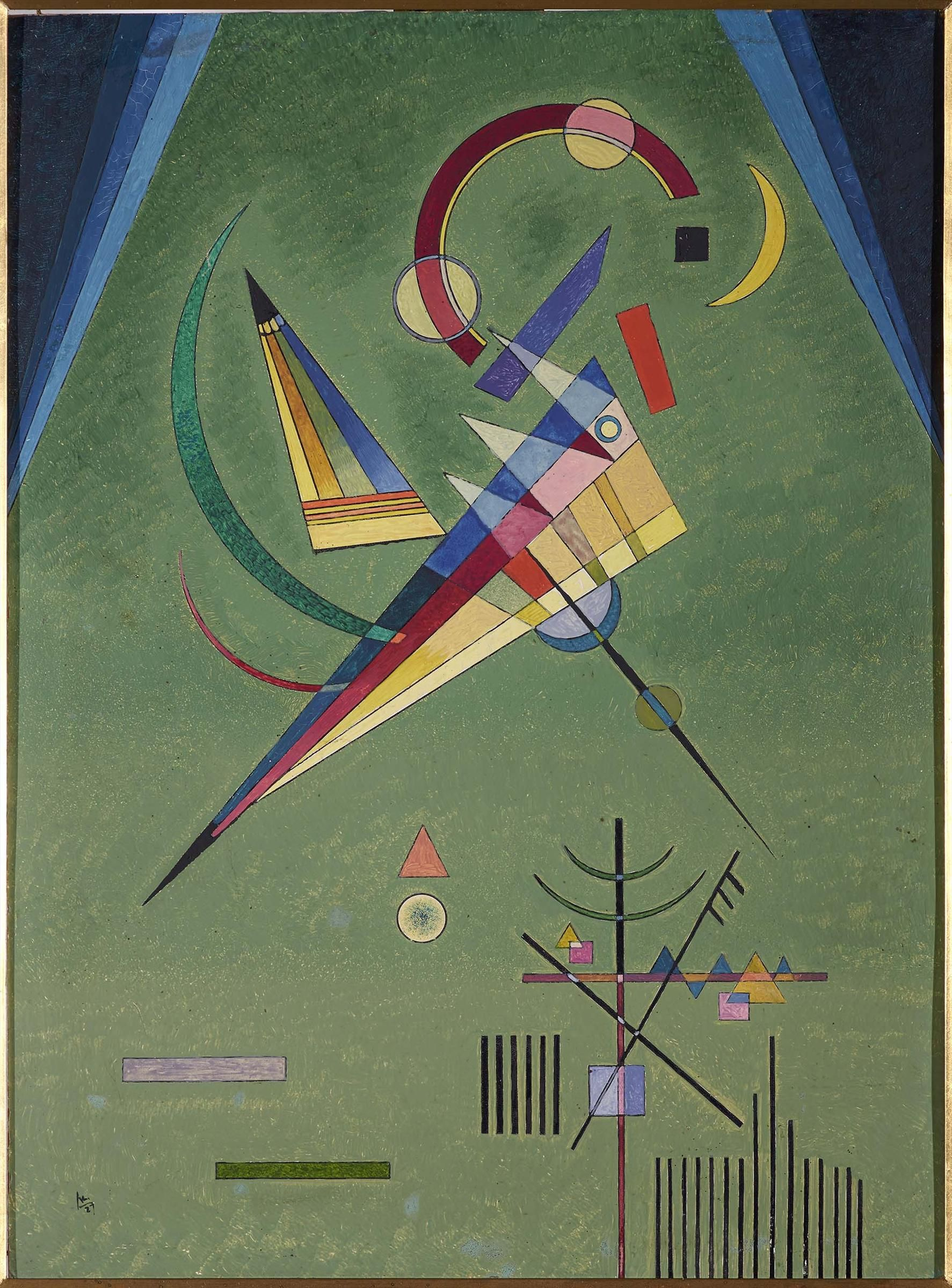
Libertate, de Vasili Kandinski, 1927
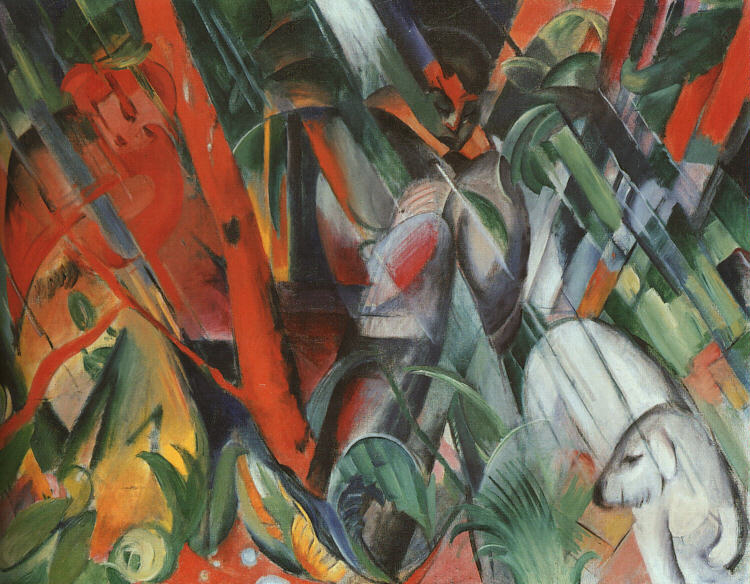
În ploaie, de Franz Marc, 1912
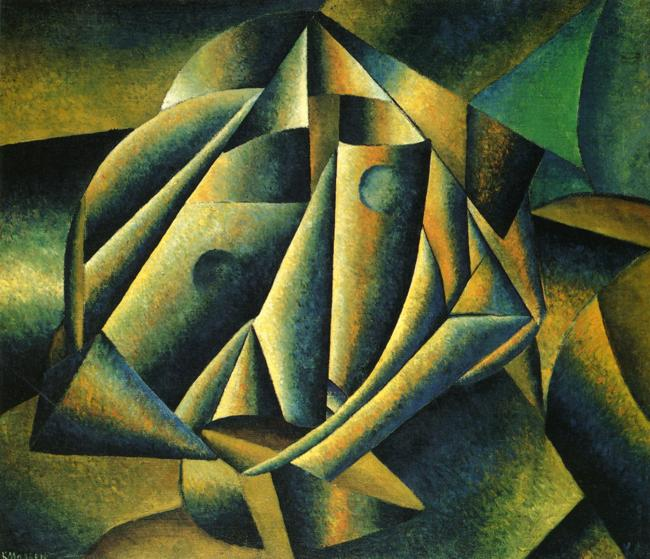
Cap de țărancă, de Kazimir Malevici, 1913
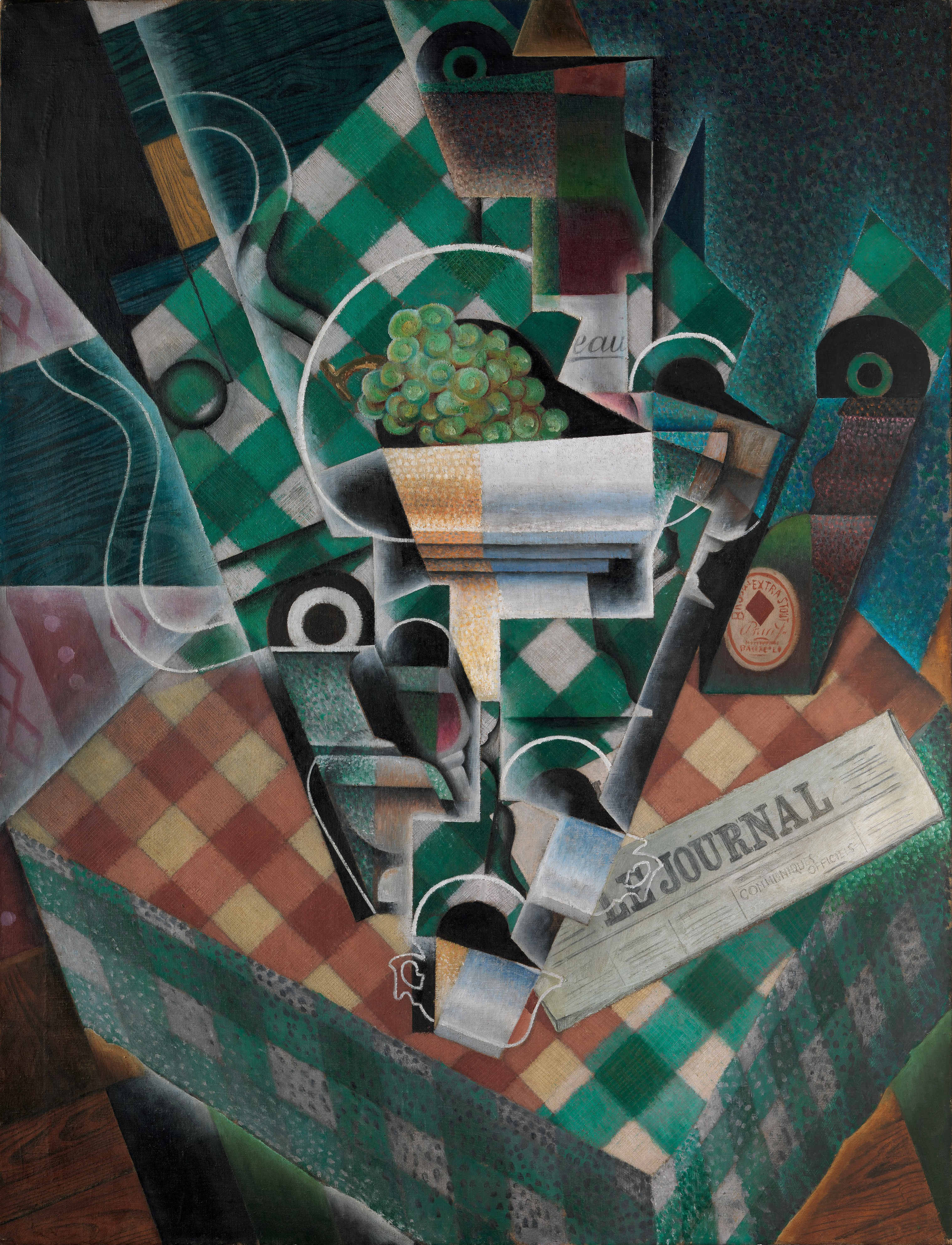
Natură moartă cu față de masă cadrilată, de Juan Gris, 1915

## Asocieri și semnificații simbolice

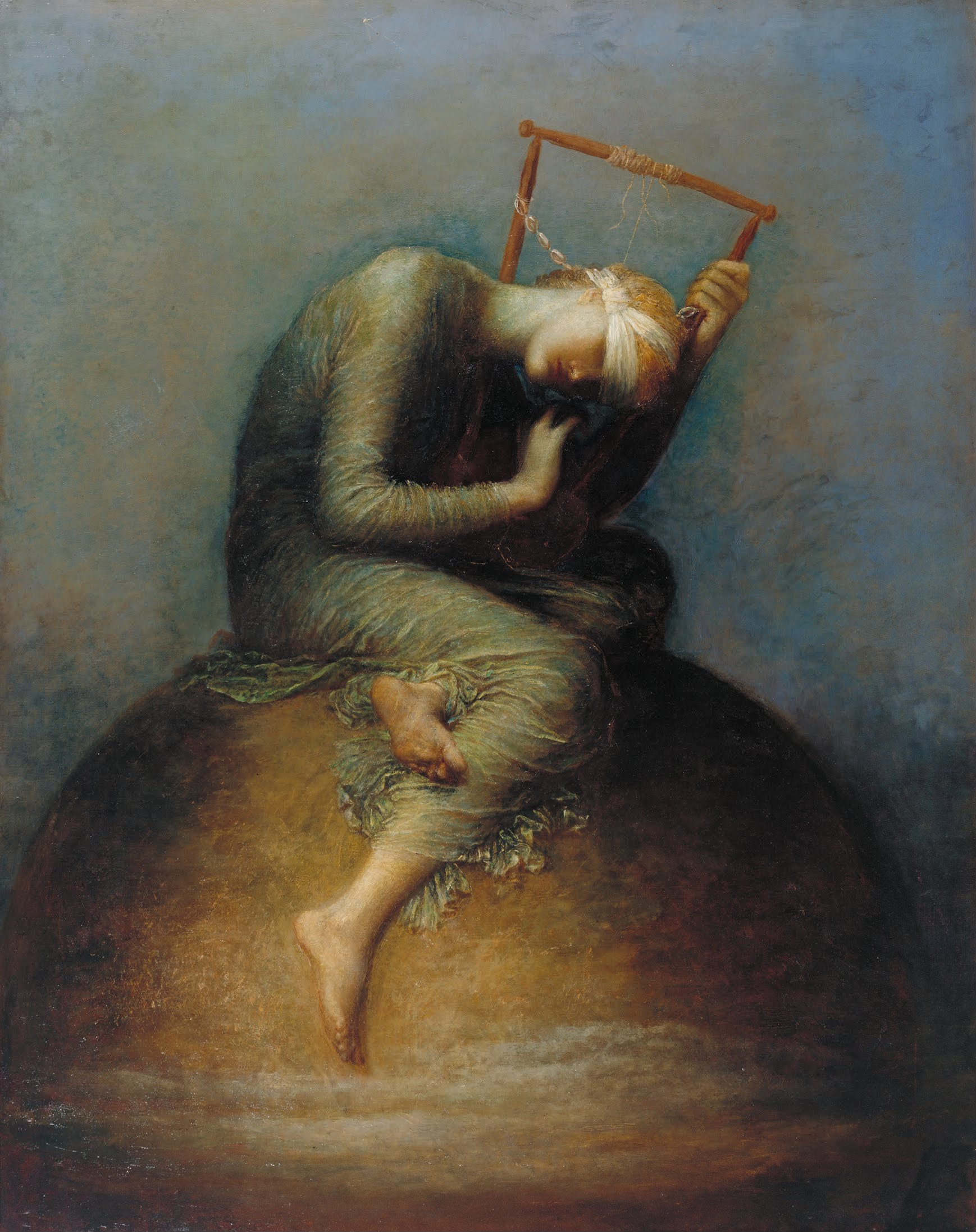
Speranța pictată în verde, așezată pe un glob, ținând o liră căreia i-a rămas o singură coardă. Pictură alegorică de George Frederic Watts, 1886

Culoarea predominantă a vegetației vii este verde, iar culoarea verde este asociată cu o varietate de asociații, noțiuni și semnificații simbolice. Dar, chiar dacă acest simbolism se bazează pe experiențe generale umane, sensul culorii poate fi interpretat foarte diferit în culturi diferite și, de asemenea, în contexte diferite în cadrul aceleiași culturi.
Când vine vorba de impactul fiziologic și psihologic al culorilor asupra oamenilor, există mari lacune în cunoaștere și foarte puțin sunt acoperite științific. O serie de studii indică faptul că verdele are un efect calmant, dar, în același timp, este demonstrat că intensitatea culorii este adesea mai importantă decât tonul culorii. Semnificațiile simbolice ale culorii verde sunt adesea asociate cu natura, creșterea, fertilitatea și viața.
În cultura occidentală, verdele este folosit ca simbol al speranței (în timp ce credința este simbolizată de albastru și iubirea de roșu).
Când vine vorba de simboluri de culori standardizate, verdele este adesea folosit pentru a indica ceea ce este permis și sigur. Câteva exemple sunt culoarea verde a semaforului, marcarea echipamentelor de protecție și de prim ajutor și ieșiri de urgență. Luminile verzi semnalează în mod universal că un sistem este pornit și funcționează așa cum trebuie. În multe jocuri video, verde înseamnă atât sănătate, cât și obiective finalizate, opus roșului.
Este culoarea multor organizații de mediu, cum ar fi Greenpeace și a partidelor ecologice din Europa. O cruce verde este folosită în mod obișnuit pentru a desemna farmaciile din Europa. Verdele este adesea folosit pentru a simboliza renașterea, reînnoirea și nemurirea. De asemenea, este adesea folosit pentru a descrie oricine tânăr, fără experiență, probabil prin analogia fructelor imature și necoapte. Verdele este culoarea neutralității și calmului, uneori folosit în arhitectură și design din aceste motive.  Albastrul și verdele împreună simbolizează armonia și echilibrul.
Verdele este adesea asociat cu gelozia și invidia. Expresia „monstru cu ochi verzi” a fost folosită pentru prima dată de William Shakespeare în Othello: „este monstrul cu ochi verzi, care bate joc de carnea pe care o hrănește”. Shakespeare a folosit-o și în Neguțătorul din Veneția, vorbind despre „gelozie cu ochi verzi”.
În Evul Mediu, diavolul era de obicei înfățișat cu roșu, negru sau verde. Dragonii erau de obicei verzi, pentru că aveau capete, gheare și cozi ca ale reptilelor. Dragonii moderni chinezi sunt adesea verzi, dar spre deosebire de dragonii europeni, sunt binevoitori. Dragonii chinezi simbolizează în mod tradițional puteri puternice și de bun augur, în special controlul asupra apei, precipitațiilor, uraganelor și inundațiilor.
Deși în general este culoarea cea mai asociată cu o sănătate bună, este, de asemenea, culoarea asociată cel mai des cu toxicitatea și otrava. Există o bază solidă pentru această asociere: în secolul al XIX-lea, câteva vopsele și pigmenți populari, în special verdigris, verde de Schweinfurt și verde de Paris, erau foarte toxice, conținând cupru sau arsenic. Absintul, băutura care provoacă intoxicații, a fost cunoscută sub numele de "zâna verde". O tentă verde în piele este uneori asociată cu greață și boala.
Verdele este adesea asociat cu Irlanda, în special cu patronul irlandez Sfântul Patrick. Islamul este adesea asociat cu verdele.

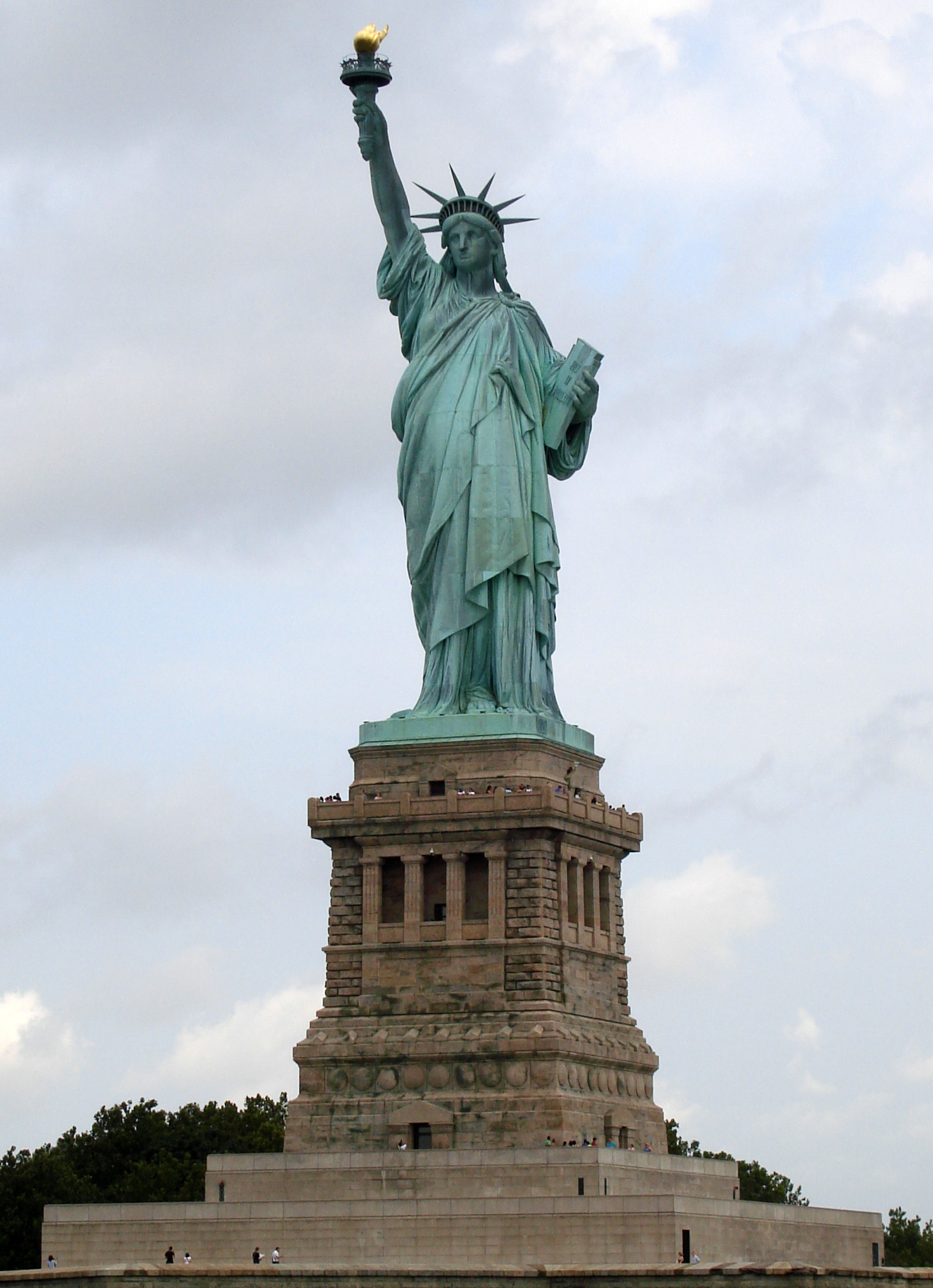
Statuia Libertății prezintă o oxidare avansată; verdigris este responsabil pentru culoarea verde a statuii.
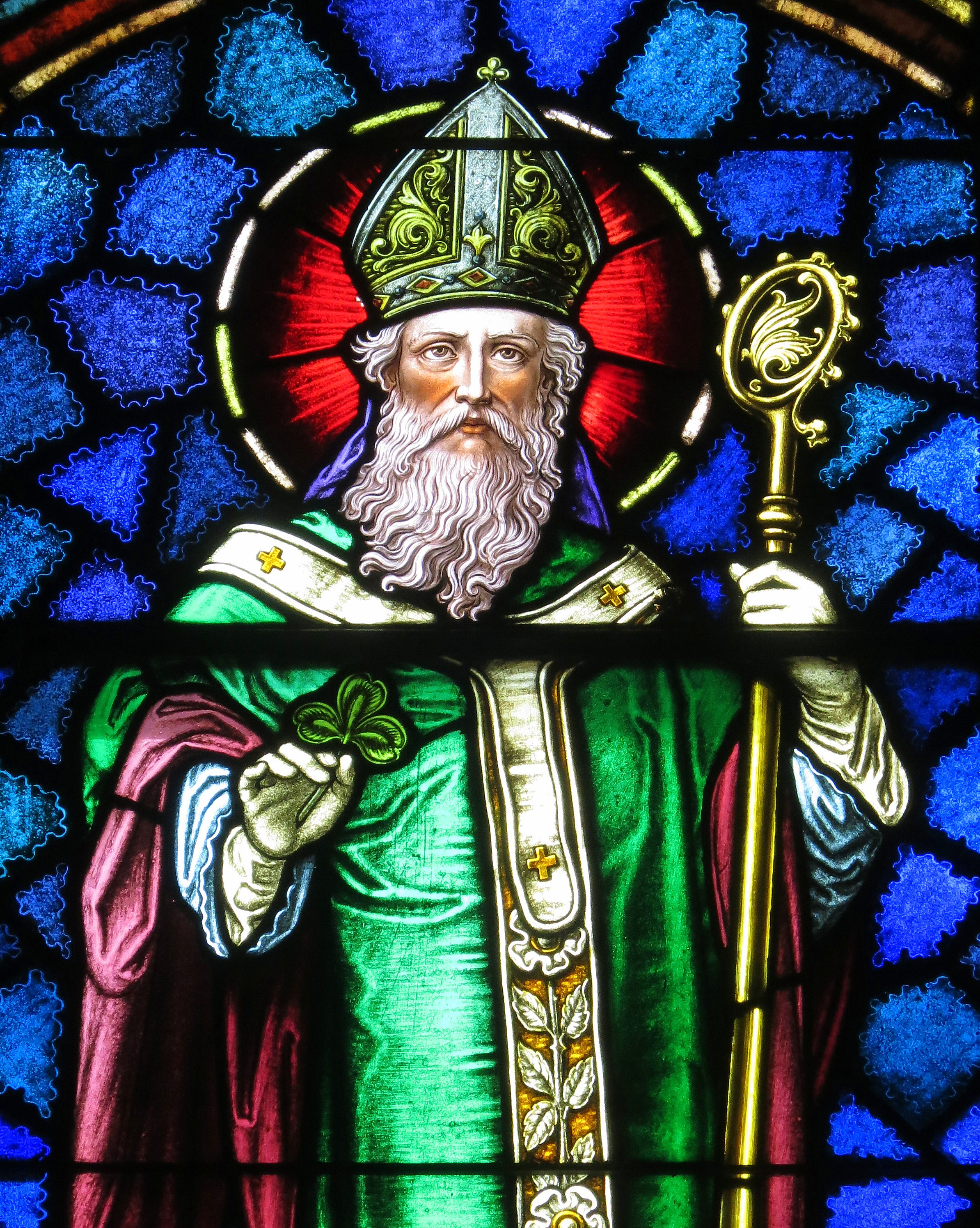
Sfântul Patrick, patronul al Irlandei și Islandei
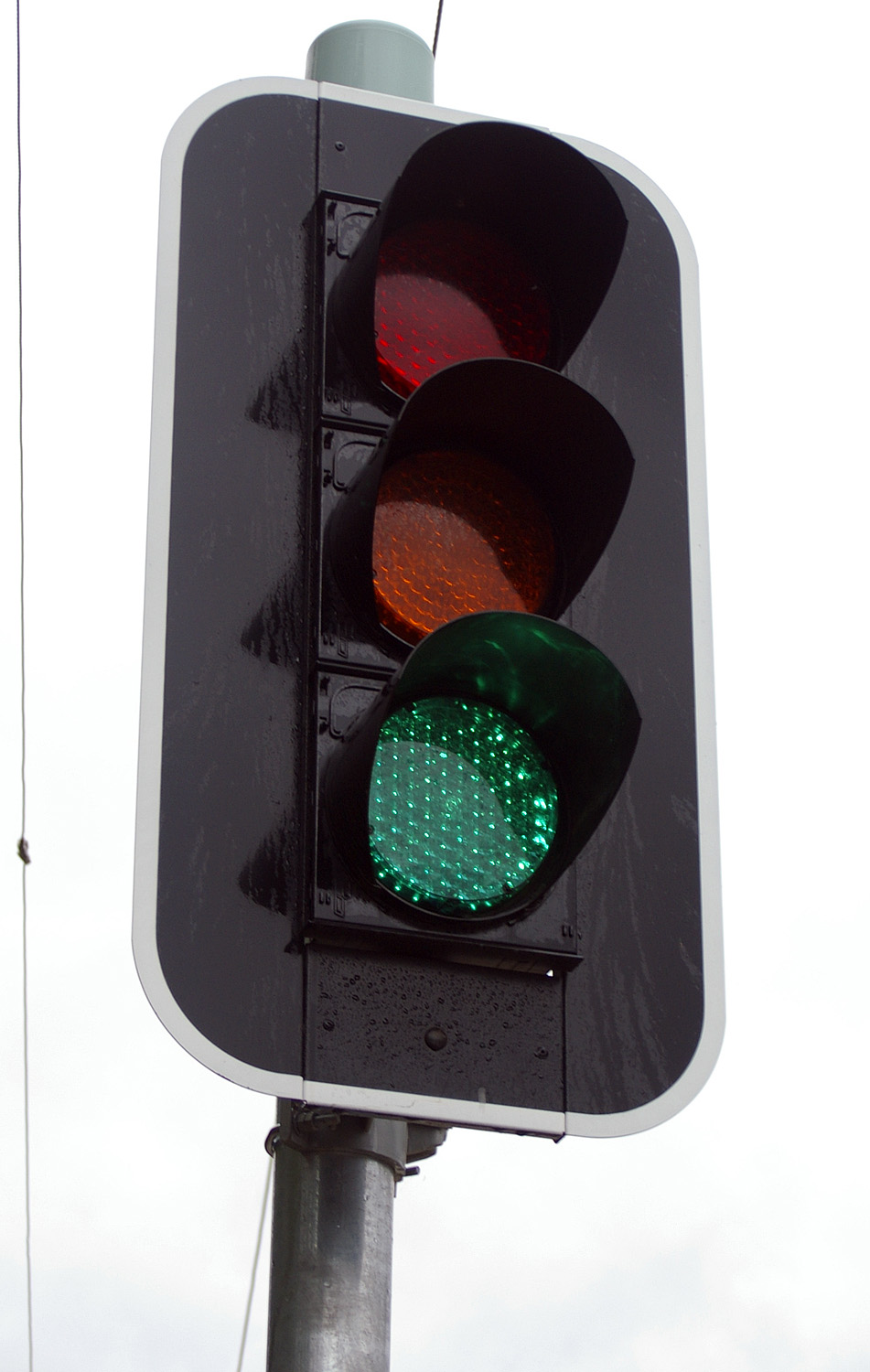
Culoarea verde a semaforului care indică permisiunea
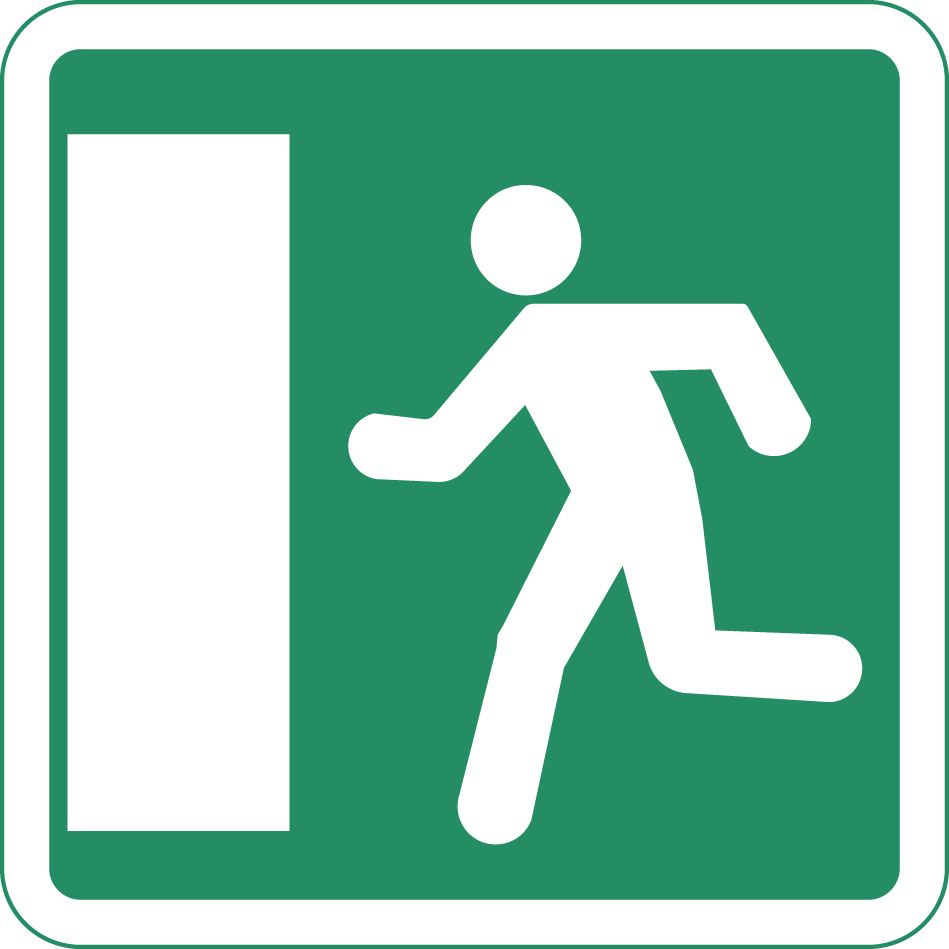
Ieșire de urgență
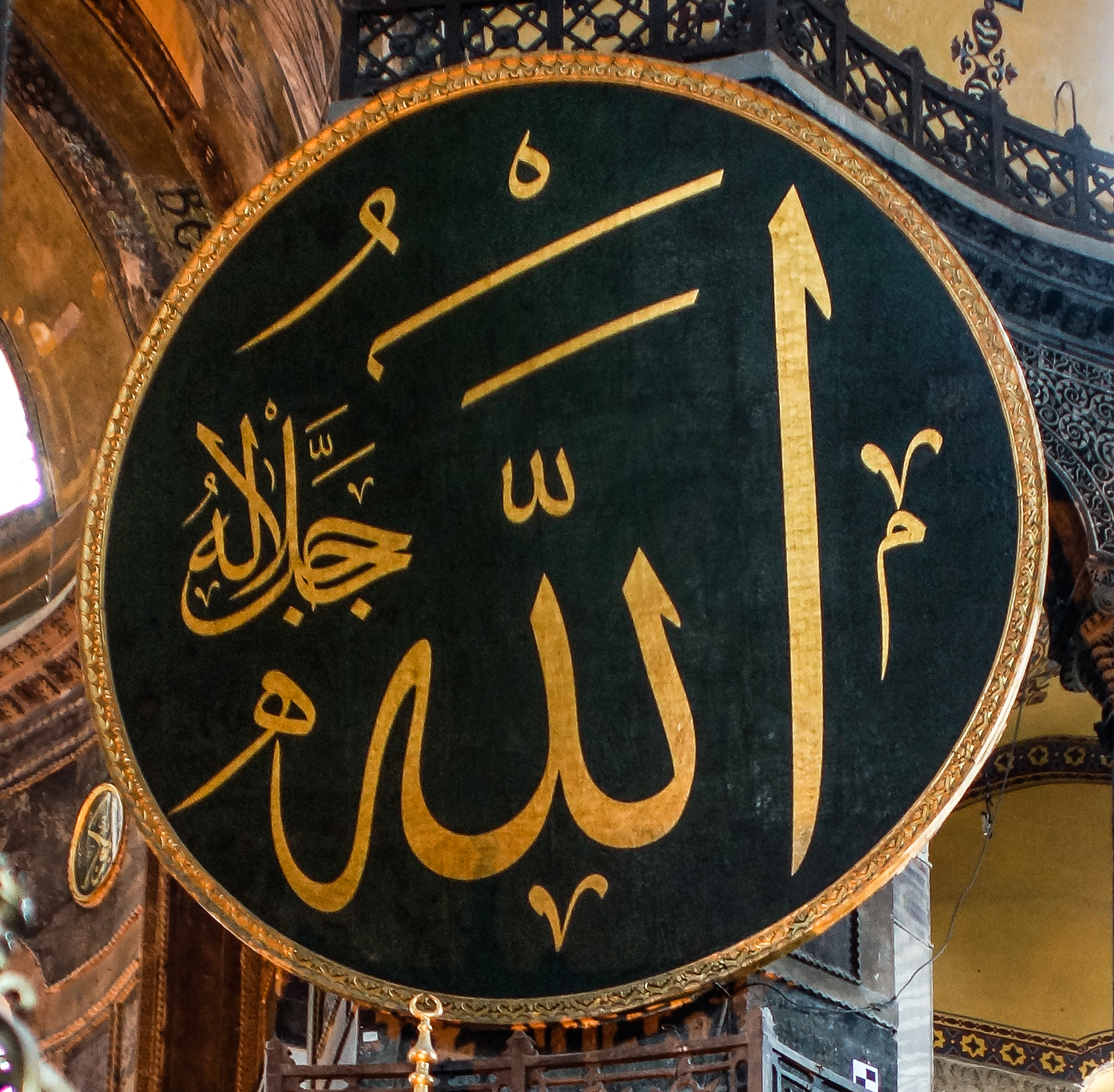
Medalion cu „Allah” din Hagia Sophia, Istanbul, Turcia
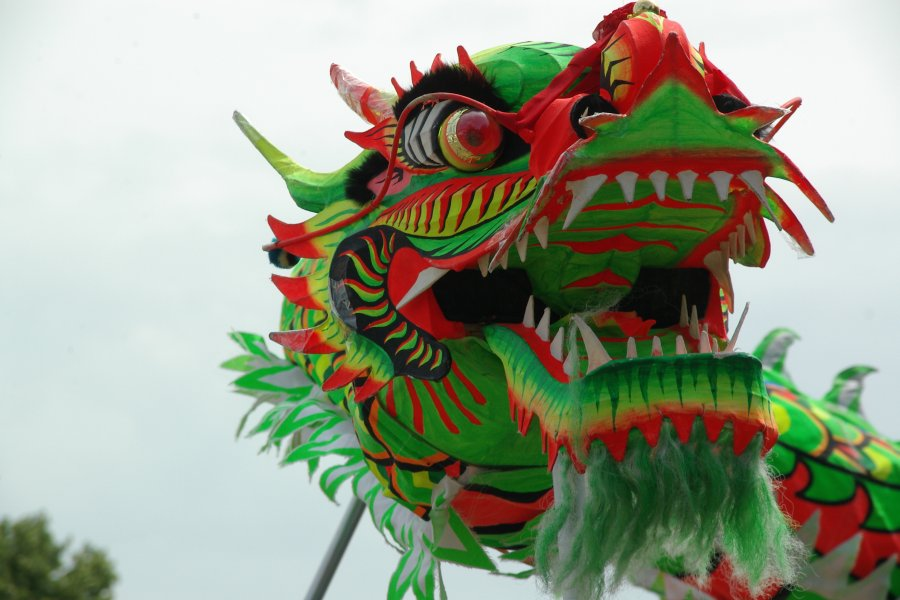
Un dragon chinezesc
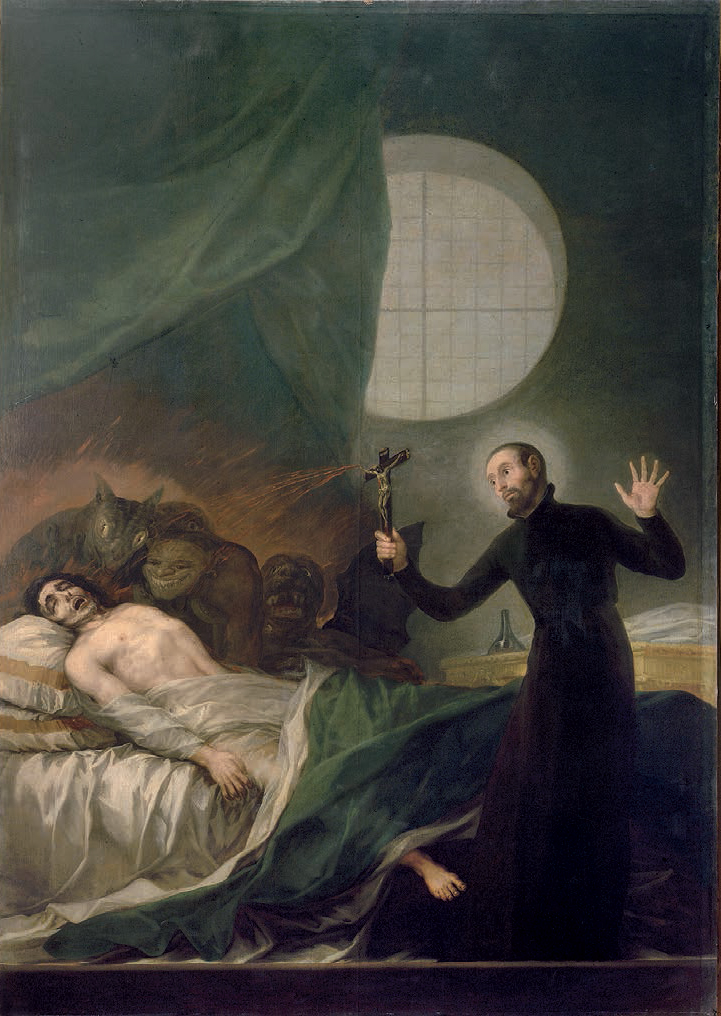
Pictură din c. 1788 de Francisco Goya înfățișând pe Sfântul Francis Borgia executând exorcism.

## Steaguri

Steagul Italiei (1797) a fost modelat după steagul Franței. A fost inițial steagul Republicii Cisalpine, iar verdele provenea din uniformele armatei din Milano.
Steagul Braziliei (1889). Culoarea verde a fost moștenită de la drapelul Imperiului Braziliei, unde a reprezentat culoarea Casei Braganza.
Steagul Irlandei (1919). Verdele reprezintă cultura și tradițiile Irlandei galică.[43][44]
Steagul Indiei (1947). S-a spus în diferite momente că verdele reprezintă comunitatea musulmană, speranța sau prosperitatea.
Steagul Bangladesh (1971). Câmpul verde reprezintă luxurianța Bangladeshului.
Steagul Arabiei Saudite (1973) are culoarea verde a Islamului. Inscripția în arabă spune: „Nu există alt Dumnezeu decât Allah, iar Mahomed este profetul său”
Fostul drapel al Libiei (1977-2011) a fost singurul drapel monocromatic din lume, fără design sau detalii.
Steagul Nigeriei (1960). Verdele reprezintă pădurile și bogăția naturală a țării.
Steagul Africii de Sud (1994) include verde, galben și negru, culorile Congresului Național African.
Steagul Pakistanului (1947). Partea verde reprezintă majoritatea musulmană a țării.

## Expresii
- În limba română există câteva expresii legate de verde: „a spune verde-n față” (a spune adevărul fără menajamente), „a îndruga verzi și uscate” (a spune lucruri inutile, nimicuri, minciuni), „a vedea stele verzi” (a resimți violența unei lovituri neașteptate), „a visa cai verzi pe pereți” (a-și imagina sau a spune lucruri neverosimile), „a visa codri verzi” (a dori lucruri imposibil de realizat),  „din pământ, din iarbă verde” (cu orice preț, cu orice efort, neapărat), „a avea undă verde” (a avea acces, a i se permite), „adio și-un praz verde!” (exprimă indiferența totală față de cineva), „de când cu moșii verzi” (de foarte multă vreme).
- „Foc verde”. Autorizație, acord. În franceză, expresia donner le feu vert are sensul de a autoriza o acțiune, a permite cuiva să acționeze.
- „A avea un deget verde” (engleza americană) sau „degete verzi” (engleză britanică). Să fii pasionat sau talentat la grădinărit.[45] Expresia a fost popularizată începând cu 1925 de un program BBC de grădinărit.[40]
- „Monstru cu ochi verzi”. Se referă la gelozie.
- „Camera verde”. O cameră la un teatru în care actorii se odihnesc atunci când nu sunt pe scenă sau o cameră de la un studio de televiziune unde oaspeții așteaptă înainte de a intra în emisie. Este originară de la sfârșitul secolului al XVII-lea de la o cameră verde de la Theatre Royal, Drury Lane din Londra.[40]